# 北マケドニア

北マケドニア共和国
Република Северна Македонија
（マケドニア語）
Republika e Maqedonisë së Veriut
（アルバニア語）

国の標語：なし
国歌：Денес Над Македонија（マケドニア語）
今日、マケドニアの上に

1. 

北マケドニア共和国（きたマケドニアきょうわこく、マケドニア語: Република Северна Македонија、アルバニア語: Republika e Maqedonisë së Veriut）、通称北マケドニア（マケドニア語: Северна Македонија、アルバニア語: Maqedonia e Veriut）は、東南ヨーロッパのバルカン半島南部に1991年に建国された共和国。前身はユーゴスラビア連邦の構成国であった。南はギリシャ、東はブルガリア、西はアルバニア、北はセルビアおよびコソボと、四方を他国に囲まれた内陸国である。

## 概要
北マケドニア共和国は、地理的にはマケドニアと呼ばれてきた地域の内の北西部にあり、現在ではマケドニア地域全体の約4割を占めている。残りの約5割はギリシャに、約1割はブルガリアに属している。また、歴史上、北マケドニア共和国の多数民族はマケドニア人と自称・他称されるが、彼らはスラヴ語の話し手で南スラヴ人の一派であり、ギリシャ系の言語を話していたと考えられる古代マケドニア王国の人々と直接の連続性はない。これらの理由から、1991年の独立当初の国名（マケドニア共和国）をめぐり、ギリシャとの間で後述するような国名論争（マケドニア呼称問題）が生じた。
憲法上の正式名称は、マケドニア語の Република Северна Македонија （Republika Severna Makedonija）。通称 Северна Македонија（Severna Makedonija、セヴェルナ・マケドニア）。準公用語のアルバニア語での表記はRepublika e Maqedonisë së Veriut、通称 Maqedonia e Veriut（マチェドニア・エ・ヴェリウト）。
公式の英語表記名は、Republic of North Macedonia。略称、North Macedonia。
日本語での表記は、北マケドニアもしくは北マケドニア共和国。2019年2月まではマケドニア、もしくはマケドニア共和国であったが、前者では地域としてのマケドニアと区別がつかない。また日本は国連と同様にマケドニア旧ユーゴスラビア共和国で国家承認を行っており、行政公文書などにおける日本語の表記は「マケドニア旧ユーゴスラビア共和国」となっていたが、2020年4月1日に「北マケドニア」に変更された。かつて、日本国外務省では単に「マケドニア」あるいは「マケドニア共和国」と簡略化して表記する部分も部分的に見られた。この他に日本語でのリリースを発表する機関として欧州連合（在日欧州委員会代表部）があるが、欧州連合（EU）の加盟国であるギリシャがマケドニア共和国の正式呼称を認めていないため、通常「マケドニア旧ユーゴスラビア共和国」で言及された。

マケドニアと呼ばれる地域
エーゲ・マケドニア
北マケドニア共和国
灰色線内：地理上のマケドニア地方
赤色線内：古代マケドニア王国（大凡）

アレクサンドロス大王で有名な古代マケドニア王国の領地が自国にあったギリシャは、「本来のマケドニアはギリシャである」と主張している。実際、マケドニアとは北マケドニア共和国のほかにギリシャ（ギリシャ領マケドニア）やブルガリア（ピリン・マケドニア）、アルバニア（マラ・プレスパおよびゴロ・ブルド）のそれぞれ一部にもまたがる地域の名称である。特にギリシャ領はマケドニア地方の5割ほどを占めており、北マケドニア共和国の領土は全体の4割に満たないことに加え、アイガイ（現ヴェルギナ）やペラ、テッサロニキなどの古代マケドニア王国当時の主要都市の多くも現ギリシャ領である。このように、歴史的な古代マケドニアとの継承性、および地理的にマケドニア地方全体の4割に満たない北マケドニア共和国が「マケドニア（共和国）」と名乗ることへの警戒感から、この国をマケドニアの名称で呼ぶことを嫌い、ヴァルダル、スコピエなどと地名を使って呼んだ。同時に、1990年代よりマケドニア共和国の国号を改めるよう要求した。これに対してマケドニア共和国の側は、共和国にはギリシャ領マケドニアへの領土的野心がないことを説明し、国名を自国で決める権利は認められるべきであると主張した。
北マケドニアがマケドニアという国名で独立した1991年以降、ギリシャはマケドニアに経済制裁を科し、マケドニアという国号、古代マケドニアと類似したヴェルギナの星を用いた国旗、「周辺国に住むマケドニア人の権利を擁護する」という内政干渉的な憲法条項の3つを改めるよう圧力を加えた。このため、マケドニアは国際的な暫定呼称を変え、国旗をヴェルギナの星とは無関係のものに改め、ギリシャ領マケドニアへの領土的野心を明確に否定する憲法改正を行い、1995年に経済制裁を解除された。この当時のマケドニアは、ユーゴスラビア崩壊によってかつてのユーゴスラビアという市場を失っただけでなく、ユーゴスラビア紛争に伴って北に隣接するセルビアの経済も混迷した上、国際的な経済制裁下に置かれていた。また、冷戦終結によって東西に隣接するアルバニアおよびブルガリアの経済は混乱状態にあるなか、海を持たないマケドニアにとって、南に隣接するギリシャの経済制裁の威力は絶大であった。
マケドニアは1993年に「マケドニア旧ユーゴスラビア共和国」（英語表記：The Former Yugoslav Republic of Macedonia、略称「FYROM」または「FYR Macedonia」） を国際社会における暫定的呼称として国際連合へ加盟した。これ以後、多くの国々や国際的組織は、この暫定名称でマケドニアとの関係を持った。しかし、2008年11月の時点で、アメリカ合衆国やロシア連邦など約125か国の国々は、暫定名称の「マケドニア旧ユーゴスラビア共和国」ではなく、憲法上の国名である「マケドニア共和国」の名でこの国と外交関係を結んでいる。
2008年、マケドニアとアルバニア、クロアチアの北大西洋条約機構（NATO）加盟についてルーマニアの首都ブカレストにてNATO加盟国の間で議論が持たれた。この時、クロアチアおよびアルバニアの加盟が承認された一方、マケドニアの加盟はギリシャの拒否によって否認された。このことはマケドニア国内で激しい怒りを生み、「ブカレスト」は「ひどい仕打ち」の同義語とみなされるようになった。マケドニア側は国名に関して一定の譲歩をする代わりに、国民や国を表す形容詞として単に「マケドニアの」または「マケドニア人」と呼ばれることを望んだが、ギリシャ側はこれらを否定し、全て統一的に変更されなければならないとして譲歩を示さなかった。マケドニア側は、国名の問題に関して国際司法裁判所に提訴した。
しかし、2017年に発足したゾラン・ザエフ政権はNATOやEU加盟を目指すため従来の強硬姿勢を改め、これをギリシャ側も好感。呼称問題を解決する機運が高まり、2018年1月には両国の外相会談で作業部会の設置が決定され、国連による仲介も再開される見通しとなった。2018年2月、ゾラン・ザエフ首相は新しい国名の案として「北マケドニア共和国（Republic of North Macedonia）」「上マケドニア共和国（Republic of Upper Macedonia）」「ヴァルダル・マケドニア共和国（Republic of Vardar Macedonia）」および「マケドニア・スコピエ共和国（Republic of Macedonia (Skopje)）」の4つが挙がっていることを明らかにした。
2018年6月12日、マケドニアは国名を北マケドニア共和国とすることでギリシャとの政府間合意（プレスパ合意）が成立、17日には両国の外相が暫定的な合意文書に署名した。正式決定には両国議会で了承されることが必要となったが、両国国内には改名に反対する世論も存在した。マケドニアでは議会の最大野党が合意を非難し、またイヴァノフ大統領は承認を拒否する方針を表明した。ギリシャでも議会の最大野党が合意に対する不支持を表明、またアテネの国会前、および署名式典が開かれた両国の国境に近いサラデスの周辺において、抗議デモに対し警察が催涙弾などで鎮圧にあたる事態となった。
マケドニアでの国民投票は同年9月30日に実施されたが、野党側がボイコットを呼びかけたこともあり、投票率は約37%にとどまり成立条件の50%を下回ったため無効となった。今回の投票結果が法的拘束力を持たないことから、ザエフ首相は引き続き改名の手続きを進め、野党が同意しなければ総選挙を早期に実施する意向を表明した。議会の承認プロセスでは両国内で野党勢力の切り崩しなどが行われ、まず2019年1月11日にマケドニア議会が国名変更のために必要な憲法改正案を承認し、同年1月25日にはギリシャ議会で改名合意が承認され、呼称問題はマケドニアの国名変更で決着した。2月12日に改名が発効し、翌13日には国名変更を国際連合に通知した。

## 歴史
古代のマケドニア地域には、古くから人が居住しており、イリュリア人やトラキア人などの部族が割拠していた。紀元前4世紀から紀元前3世紀にかけて、現在の北マケドニア共和国に相当するマケドニア地域北部はマケドニア王国の支配下となっていった。マケドニア王国はアレクサンドロス3世（いわゆる「アレキサンダー大王」）の時代に、アジアやエジプトに及ぶ最大版図となるが、その死後、国は分裂。紀元前2世紀には西から勢力を拡大したローマ帝国の支配下となっていった。紀元前146年、この地域は正式にローマ帝国のマケドニア属州の一部とされた。ローマ帝国が東西に分かれると、マケドニアは東ローマ帝国の一部となった。

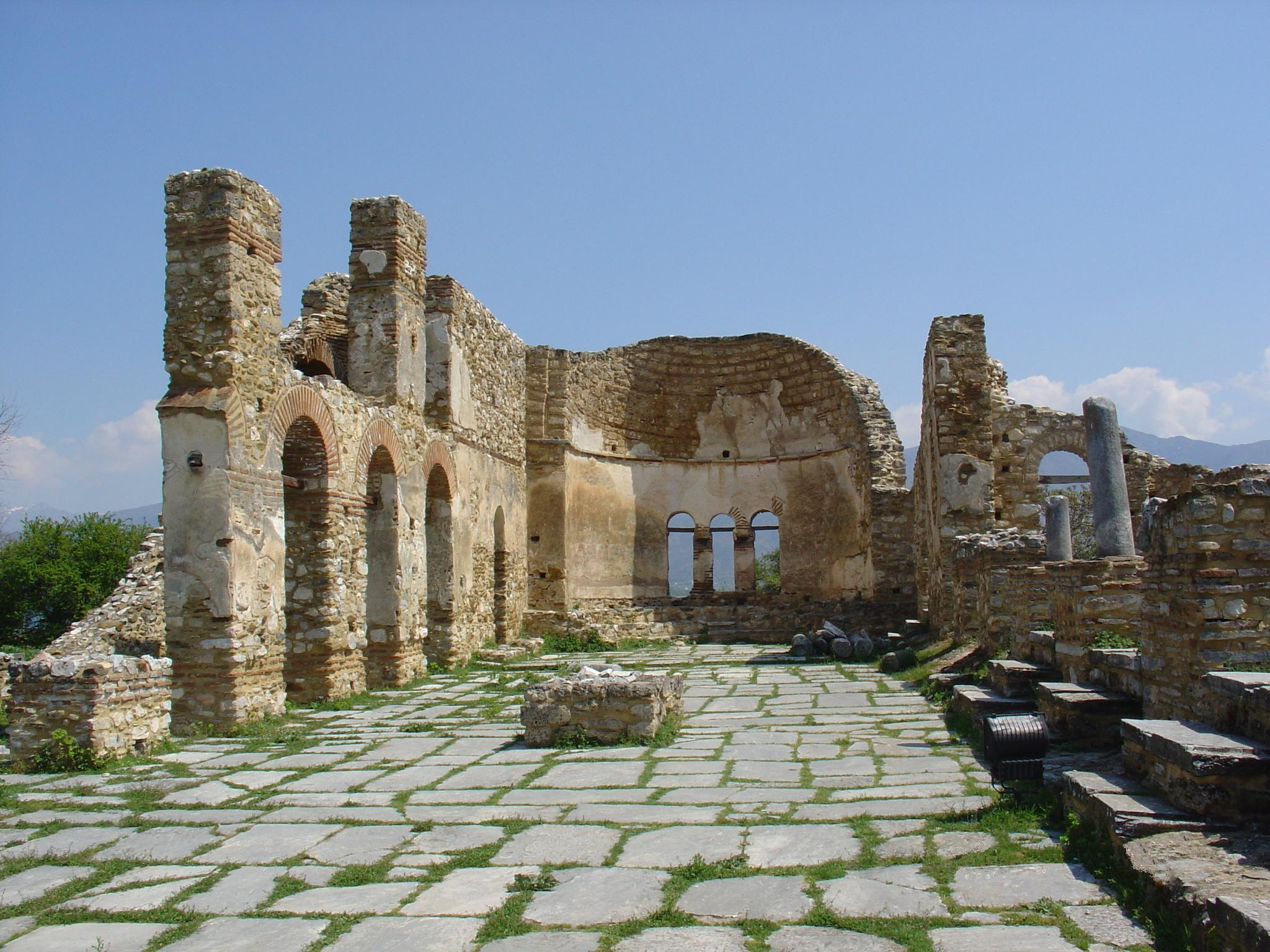
サムイルによってプレスパ湖に立てられた聖堂跡。ここにはサムイルの墓がある。

中世のマケドニア地域には、北から西ゴート族、フン族、アヴァールそしてスラヴ人などが侵入を繰り返した。7世紀初頭には、この地域の多くはスラヴ人の居住地域となっていた。スラヴ人たちは、それぞれ異なる時期に段階的にこの地域に入ってきた。スラヴ人の居住地域は、現ギリシャ領のテッサロニキなどを含む、マケドニア地域のほぼ全域に拡大していった。680年ごろ、クベルに率いられたブルガール人の一派がマケドニアに流入した。
9世紀後半、テッサロニキ出身のキュリロスとメトディオスの兄弟によってキリスト教の聖書がスラヴ語に翻訳された。9世紀に北方から侵入して東ローマ帝国と衝突しながら勢力を拡大していった第一次ブルガリア帝国は、9世紀末のシメオン1世の時に最盛期を迎え、マケドニア地方もその版図に収められた。キュリロスとメトディオスの弟子たちにはスラヴ語の聖書を用い、ブルガリア帝国の支援の下、スラヴ人たちにキリスト教を布教していった。シメオンの死後、ブルガリア帝国は次第に衰退し、マケドニア地方は再び東ローマ帝国の支配下となった。
978年、マケドニア出身のサムイルはこの地で東ローマに対する反乱を起こした。サムイルはこの地方のオフリドを首都としてブルガリア帝国を再建し、彼の下で再度ブルガリア帝国は急速な拡大を迎えた。しかし、1014年にサムイルが死去するとブルガリア帝国はその力を失い、1018年には完全に滅亡し、再び東ローマの支配下に帰した。その後、この地方は北で起こったセルビア人の地方国家の乱立やその他の地方領主の群雄割拠の状態を経て、12世紀末ごろには新興勢力の第二次ブルガリア帝国とセルビア王国、そしてラテン帝国やニカイア帝国といった十字軍国家の間で勢力争いが繰り広げられる。
十字軍を退けて復活した東ローマ帝国やブルガリア帝国は、東から伸張してきたオスマン帝国によって国力を落とた。その間隙を衝いてセルビア王国はステファン・ウロシュ3世デチャンスキの下、大幅な領土拡大に成功し、マケドニア地方全域を支配下に収めた。その息子ステファン・ウロシュ4世ドゥシャンの下でセルビアは絶頂を迎え、ウロシュ4世はスコピエを首都として同地にて1345年、「セルビア人とローマ人の皇帝」として戴冠を受け皇帝に即位する。しかし、ウロシュ4世の死後はセルビアは地方領主の割拠する状態となり、1371年のマリツァ川の戦いなどを経てマケドニアはオスマン帝国の支配下となった。
オスマン帝国統治時代には、支配下の人々の分類を言語や民族ではなく、宗教の所属に置いていた。これらの人々の帰属意識もキリスト教の正教会信仰に置かれ、マケドニア人という民族意識も民族名称も存在しなかった。教会の管轄はコンスタンディヌーポリ総主教庁（コンスタンティノープル総主教庁）であった。長いオスマン帝国の支配下で多様な民族の混在化が進み、マケドニア地域にはスラヴ人、アルーマニア人、トルコ人、アルバニア人、ギリシャ人、ロマ、ユダヤ人などが居住していた。この地域のスラヴ人の話す言語はブルガリア語に近く、マケドニア地方のスラヴ人はブルガリア人とみなされていた。
19世紀、セルビア王国やギリシャ王国がオスマン帝国から独立を果たすと、この地域の非トルコ人、特に正教徒の間ではオスマン帝国からの分離の動きが加速した。1878年にブルガリア公国が成立すると、一度はマケドニア全域がブルガリア公国の領土とされたものの、ブルガリアの独立を支援したロシア帝国の影響力拡大を恐れた列強諸国によってブルガリアの領土は3分割され、マケドニア地方はオスマン帝国領に復した。マケドニアで最大の人口を持っていたスラヴ人の間では、マケドニアの分離とブルガリアへの併合を求める動きが強まり、内部マケドニア・アドリアノープル革命組織などの反オスマン帝国組織が形成された。このころ、マケドニア地域のスラヴ人の多くはブルガリア人を自認していたが、ブルガリア人とは異なる独自のマケドニア人としての民族自認も芽生え始めていた。
内部マケドニア革命組織はゴツェ・デルチェフらの指導の下で武装蜂起を進め、1903年8月にイリンデン蜂起を起こした（この年のグレゴリオ暦の8月2日は、ユリウス暦では7月20日の聖エリヤの日であり、イリンデンとは聖エリヤの日を意味する）。イリンデン蜂起は失敗に終わったものの、この地域のスラヴ人による反オスマン帝国の闘争は続き、また、比較的オスマン帝国への親和性の高かったアルバニア人の間でもプリズレン連盟を中心にオスマン帝国からの自立を求める動きが高まった。また、マケドニアを自国領へと組み込むことを狙っていたギリシャ、セルビア、ブルガリアからも複数の組織がマケドニア地方に浸透していった。1912年の第一次バルカン戦争の時、内部マケドニア革命組織はブルガリア軍の側についてオスマン帝国と戦った。第一次バルカン戦争によって、オスマン帝国はマケドニア地域を手放すこととなったが、マケドニア地方全域を自国領とすることを求めたブルガリアと、マケドニアの分割支配を求めたセルビア、ギリシャの間で対立が起こり、翌1913年の第二次バルカン戦争へと発展した。

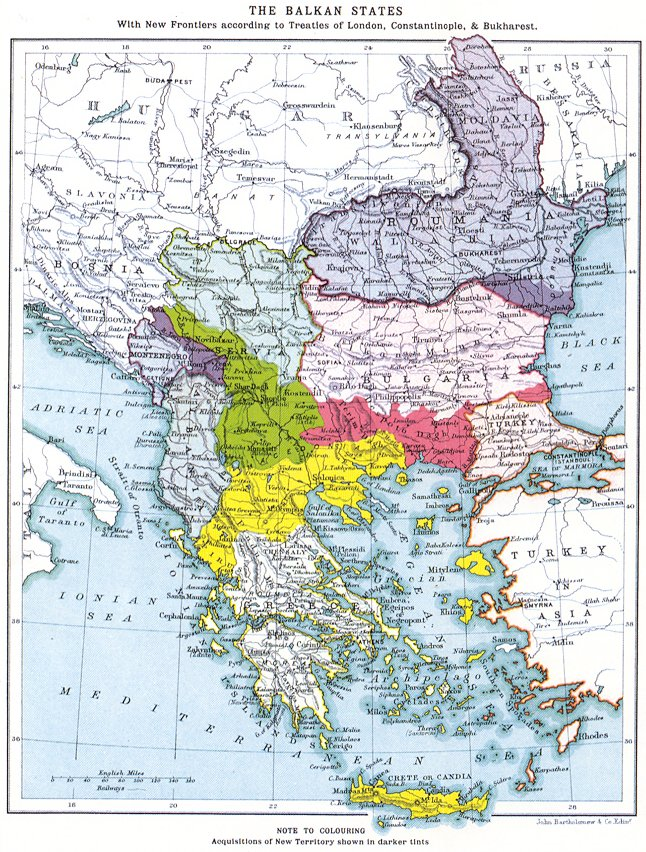
マケドニア分割。色が濃く塗られているのが、オスマン帝国が放棄した領土。このうち北西側の緑色の部分は北に隣接するセルビアの領土となった。

セルビアおよびユーゴスラビア統治時代について記述する。第二次バルカン戦争ではマケドニア地域の南部5割はギリシャ、西北部4割はセルビア（後のユーゴスラビア王国）が奪取し、ブルガリアは1割を確保するに留まった。この時のセルビア領マケドニアが、のちの北マケドニア共和国の領土となった。ギリシャ領、セルビア領のマケドニアでは、ブルガリアの支援を受けた抵抗運動が活発に起こったが、第一次世界大戦で中央同盟側についたブルガリアが敗北すると、ヌイイ条約によりギリシャ領マケドニアのスラヴ人は住民交換の対象となった。この時、全てのスラヴ人の母国はブルガリアとされ、自身をギリシャ人と宣誓した者以外は全てブルガリアへと追放された。他方、ユーゴスラビアとなったセルビア領マケドニアではその後も内部マケドニア革命組織による抵抗運動が続き、1934年にはユーゴスラビア王アレクサンダル1世を暗殺した。
第二次世界大戦時、枢軸国はユーゴスラビアに侵攻した。枢軸側についたブルガリアはユーゴスラビア領マケドニアの大部分を支配下に収め、マケドニア併合の夢を実現する。マケドニアのブルガリアへの統合を歓迎する内部マケドニア革命組織の右派はブルガリアによる占領統治に協力するが、ブルガリアから独立した統一マケドニアの実現を志向した左派の勢力は、ヨシップ・ブロズ・チトー率いる共産主義者のパルチザンとして枢軸国に抵抗した。1944年には枢軸国に対する抵抗勢力はマケドニア人民解放反ファシスト会議の下に統一された。

ユーゴスラビア連邦の構成国として成立したマケドニア社会主義共和国。

第二次世界大戦でブルガリアが敗退し、ユーゴスラビアがマケドニア北西部の支配を回復すると、ユーゴスラビアはチトーの指導の下、共産主義体制をとる連邦国家となった。マケドニア人民解放反ファシスト会議の決定に従って、ユーゴスラビア領マケドニアはマケドニア人民共和国（1963年よりマケドニア社会主義共和国）となった。ユーゴスラビア連邦の下では、ブルガリア人とは異なるマケドニア人意識が涵養され、またスコピエ方言を基礎としたマケドニア語の正書法も確立された。
1963年にはスコピエで大震災が発生し、死者1,100人を出した。ユーゴ時代は、北マケドニア、セルビア、クロアチア他の地域は、チトーの統治のもと分裂せずに統合を保った。また、ユーゴとは別に独立国であったアルバニアは、親中国の国として知られ、国連にアルバニア決議案を提出するなどした。

1991年-1995年の国旗

1990年、冷戦終結の影響を受け、ユーゴスラビアでは戦後初めての複数政党制による民主選挙が行われた。マケドニアでも国名から「社会主義」の語を外し、マケドニア共和国と改称された。マケドニア同様にユーゴスラビアの構成国であったスロベニア、クロアチアでは独立を志向する勢力が圧倒的勝利を収め、ユーゴスラビアからの独立を宣言した。
これを受けてマケドニアでも独立の準備が進められ、1991年9月8日、マケドニア大統領キロ・グリゴロフの下、マケドニアは独立を宣言した。
独立国となったマケドニアは、古代マケドニア王朝のシンボルであるヴェルギナの星（「ヴェルギナの太陽」ともいう）を描いた国旗を制定した。ユーゴスラビア連邦軍が保有する兵器をマケドニア側に分け与えず、全てセルビア側が持ち去ることを条件に、1992年3月にはユーゴスラビア連邦軍の撤退が実現された。
1993年1月に国連に加盟申請するが、ギリシャとの間で「国名論争」が勃発し、4月に暫定国名「マケドニア旧ユーゴスラビア共和国」で国連加盟が承認された。しかし、ギリシャは納得せず、1994年2月に経済封鎖された。この時に国旗を変更し、憲法の一部を改正した。1995年にはギリシャの経済封鎖が解除された。
1998年、総選挙の結果、共産主義時代の政権党であったマケドニア共産主義者同盟の流れを汲むマケドニア社会民主同盟に代わり、中道右派政党に転向した内部マケドニア革命組織・マケドニア国家統一民主党を中心とする連立政権が成立。1999年の大統領選挙では同党のボリス・トライコフスキが首相となった。
前述のように、マケドニアからは大きな衝突なしにセルビア人勢力（ユーゴスラビア軍）が撤退し、ユーゴスラビア紛争の前半で激戦地となったクロアチアやボスニア・ヘルツェゴビナに比べて平穏に独立を達成した。しかし、1990年代後半、隣接するセルビア領のコソボ自治州で発生したコソボ紛争によって、セルビア側の勢力の迫害を恐れたアルバニア人の難民が大量にマケドニア共和国に流れ込んだ。セルビアがコソボ自治州から撤退した後、彼らの多くはコソボへと帰還していった。
2001年、マケドニア国内で人口の2割強を占めるアルバニア人に対する待遇へ不満を持つ者たちによって、武装勢力「民族解放軍」が結成された。民族解放軍はコソボ解放軍と深いつながりが指摘される武装勢力で、コソボ紛争が終わって自由になったコソボ解放軍の武器や人員が多く含まれている。2月の民族解放軍の蜂起によって起こったマケドニア紛争は、8月にアルバニア人との権力分有や、アルバニア語での高等教育などを含む、アルバニア人の民族的権利の拡大を認める和平合意文書（オフリド合意）が調印されて終結した。和平監視のためにNATO軍が駐留を開始した。同年11月には、オフリド合意に基づいて議会で憲法の改正が可決された。
2002年9月の総選挙では、マケドニア社会民主同盟が政権を奪還し、民族解放軍が改組したアルバニア人政党「民主統合連合」と連立政権を組んだ。その後もアルバニア系武装勢力によるテロ事件や、警察との衝突は散発的に起こったが、治安は回復し、平穏な推移をみせている。2006年、2008年の総選挙では内部マケドニア革命組織が勝利を収めたが、常にアルバニア人政党との連立政権を組んでおり、アルバニア人政党とマケドニア人政党による権力の分有は定着しつつある。アルバニア語教育をはじめとするアルバニア人の民族的権利は守られており、国内のマケドニア人とアルバニア人の関係は比較的良好である。
2008年2月には、隣接するコソボが独立を宣言した。マケドニアのアルバニア人を中心にコソボの独立を承認する動きが強まった結果、同年10月にマケドニア共和国はコソボの独立を承認し、2009年に正式な外交関係が樹立された。
2019年1月には国名を北マケドニア共和国とすることが決定。2月12日に改名が発効した。2020年3月27日、NATOに加盟した。

## 政治

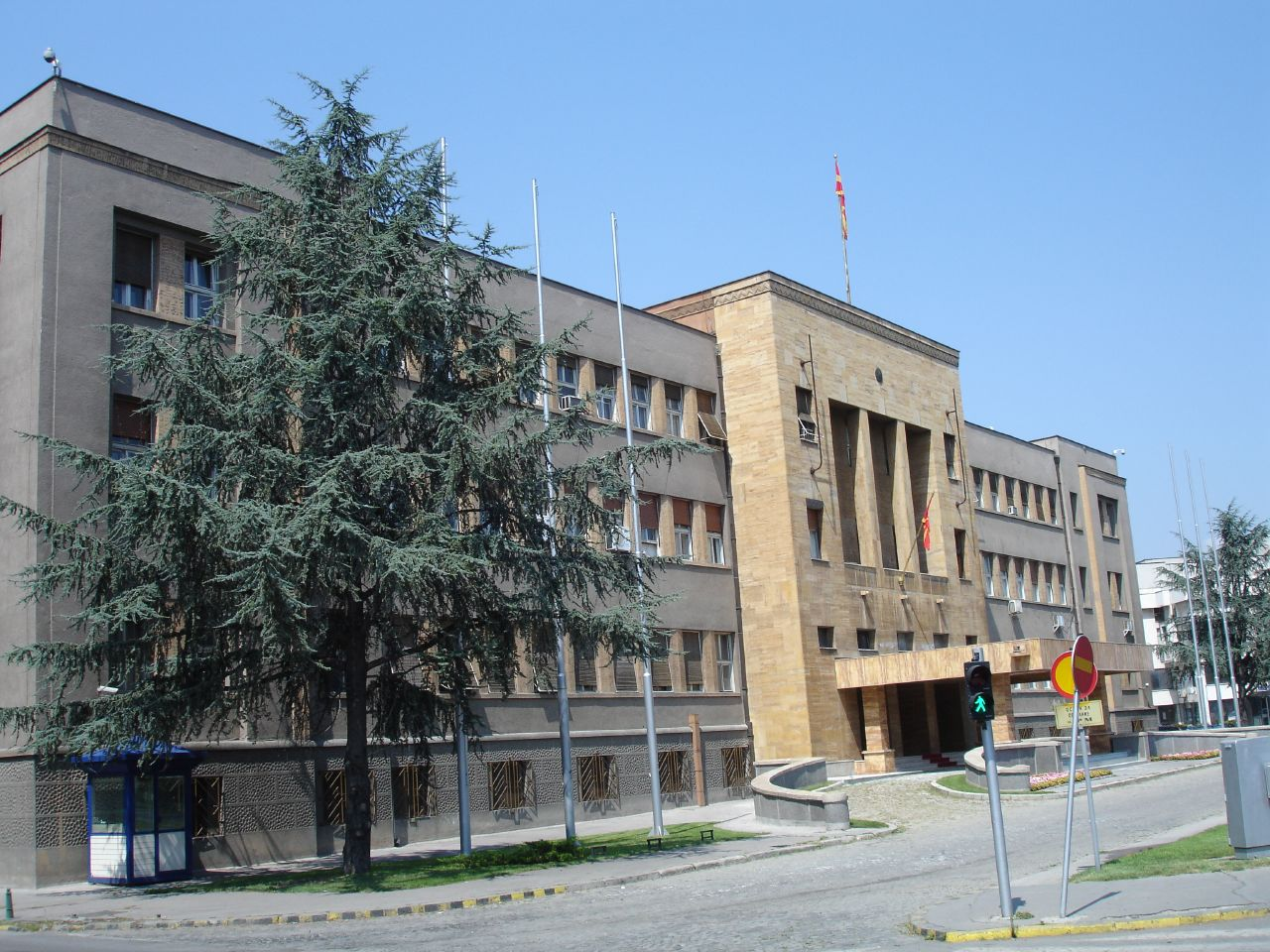
北マケドニア議会議事堂

北マケドニアは共和制、議院内閣制を採用する立憲国家である。現行憲法は1991年11月17日に制定され、同月20日に施行されたものである（その後、数度の改正を経ている）。

### 行政
国家元首である大統領は国民の直接選挙で選出され、任期は5年、3選は禁止されている。大統領は元首として北マケドニアを代表し、形式的に国軍最高司令官および治安評議会議長を務める。しかし、その権限は、儀礼的なものに限られている。実際の政治は行政府たる内閣が率いる。総選挙後初の議会で首相が選出され、その後、議会により閣僚の選出が行なわれる。

### 議会
北マケドニア議会は一院制で、定数は120である。議員は比例代表制により選出され、任期は4年である。

### 政党
北マケドニアでは複数政党制が機能している。主な政党には中道右派の内部マケドニア革命組織・マケドニア国家統一民主党（VMRO-DPMNE）と中道左派のマケドニア社会民主同盟（SDSM）の2党がある。北マケドニアのアルバニア人を代表する政党は、アルバニア人民主党と、民族解放軍から改組した民主統合連合の2党がある。
大統領もVMRO-DPMNEとSDSMの両党から輩出されており、2019年の大統領選挙では、SDSMの推薦するステボ・ペンダロフスキがVMRO-DPMNEの推薦する大学教授のゴルダナ・シルヤノフスカ＝ダフコバを破って初当選を果たした。しかし、2024年の大統領選挙ではシルヤノフスカ＝ダフコバがペンダロフスキを下し、大統領に就任した。

### 司法
司法権は裁判所によって行使され、裁判所制度は司法最高裁判所、憲法裁判所 および共和党司法評議会が主導している。
議会は裁判官を31人任命することができる。うち22人は最高裁判所、9人は憲法裁判所に配属されている。最高裁判所の裁判官は、7人の法律専門家から構成される司法評議会によって指名された上で、議会によって任命される。憲法裁判所の裁判官は9年の任期となっており、議会によって任命される。ただし、任期の更新は不可とされている。

## 国際関係

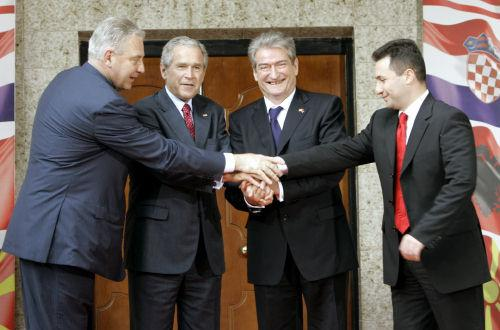
（左から）クロアチア首相イーヴォ・サナデル、アメリカ大統領ジョージ・W・ブッシュ、アルバニア首相サリ・ベリシャ、マケドニア首相ニコラ・グルエフスキ。クロアチア、アルバニア、マケドニアの3国はアドリア・グループとして協力してNATO入りを目指したが、マケドニアのNATO加盟はギリシャの拒絶に遭った。

### 東欧・南欧との関係
マケドニアの独立を最初に承認したのは東の隣国ブルガリアであった。歴史的にブルガリアは、マケドニア人はブルガリア人、マケドニア語はブルガリア語の一部であるとみなし、マケドニアを含むマケドニア地域全体への領土的な執着を持ち続けてきた。ブルガリアはマケドニアの独立を認める立場をとりつつ、その民族や言語の独自性には否定的な見解を繰り返し表明している。そのため、マケドニアでは、ブルガリアはマケドニアの存在そのものを脅かしかねないものとして警戒されている。しかし一方で、周辺地域の緊張関係に悩まされるマケドニアにとってブルガリアは最大の擁護者でもあり、両国の関係は複雑である。北マケドニアのNATO加盟は実現したが、欧州連合（EU）加盟は前述の言語問題を理由としたブルガリアの反対を受けている。これに対して、ザエフ首相は「EUの価値観に反している」と反論している。
マケドニアは、1990年代前半のユーゴスラビア崩壊に伴うユーゴスラビア連邦からの独立に際して、戦禍に巻き込まれることなく平和的な独立を果たした唯一の国家である。そのため、連邦解体に反対の立場にあったセルビアや、その他の旧ユーゴスラビア諸国に対する国民感情は、他の旧ユーゴスラビア諸国の国民に比べると穏やかである。
2008年10月にセルビアが自国領と考えるコソボを、マケドニアは国家として承認した。セルビア共和国はこれを受け入れられないとし、マケドニアに駐在する大使を召還するとともに、セルビアに駐在するマケドニアの大使をペルソナ・ノン・グラータとして国外追放した。その後マケドニアは新しい大使をセルビアに着任させた。
北マケドニアには、人口の2割から3割程度のアルバニア人が居住しており、アルバニアおよびコソボを巻き込んでの大アルバニア主義の伸張は国土の統一を脅かす問題として警戒されている。1997年の暴動で混乱状態に陥ったアルバニアでは、コソボ独立を求めるアルバニア人武装勢力「コソボ解放軍」が拠点を設け、人員を集め、また軍施設から略奪された武器を集めていたと考えられている。コソボ紛争が終わると、その武器と人員の一部がマケドニアのアルバニア人武装勢力「民族解放軍」にもたらされたと考えられている。このようなことから、アルバニアおよびコソボの安定は北マケドニアにとって死活的な問題となっている。マケドニアは、2008年2月にコソボが独立すると、10月に同国を国家承認した。2009年には両国間に外交関係が樹立された。
南のギリシャとは先述したマケドニア呼称問題を抱えていたほか、スラヴ系の「マケドニア人」という民族自認や、「マケドニア語」という言語呼称も問題となっている。ギリシャには、第一次世界大戦後のヌイイ条約の定める住民交換によってギリシャからブルガリアに追放されるのを逃れるために、自身をギリシャ人と宣誓してギリシャ領マケドニアに留まった少数のスラヴ人が住んでいる。このスラヴ人の中でも、1991年のマケドニア共和国独立以降、自身を「マケドニア人」と考える人々が現れている。ギリシャでは公式にはスラヴ系「マケドニア人」という少数民族の存在は認められておらず、彼らの民族的・文化的権利の追求が両国間の問題となっている。
また、マケドニア国内ではギリシャ領やブルガリア領も含めた統一マケドニアに関する議論が多く見られ、右派政党内部マケドニア革命組織・マケドニア国家統一民主党もかつてはこれを党是に含めていた。ギリシャは、マケドニアが独立後しばらくその国名を諦めないことと併せて、マケドニアが潜在的にギリシャ領マケドニアに対する領土的野心を持つことを警戒した。
ギリシャは国名や言語・民族呼称などに関する問題を抱えている一方で、これらの問題が解決されれば地域の安定と繁栄のために、マケドニア共和国のNATOおよび欧州連合加盟が望ましいとしている。ギリシャはドイツとならんでマケドニアの最大の貿易相手国であり、両国の経済は深い結びつきを持っている。マケドニアとギリシャを結ぶ幹線道路の建設も進められ、マケドニアはギリシャから多数の投資を呼び込んでいる。北マケドニア共和国はギリシャと比べると物価も賃金も安く、ギリシャ向けの生産拠点、あるいはギリシャからショッピング・観光の場ともなっている。

### 地域統合
北マケドニアは中欧自由貿易協定や南東欧協力プロセスに加盟しており、ユーゴスラビア崩壊後の新しいバルカン諸国の地域協力体制の枠組みに加わっている。2021年7月末には、人やモノ、金の自由な移動を保障する経済圏構想「オープンバルカン・イニシアチブ」の立ち上げをセルビアおよびアルバニアとともに提唱した。またNATOおよび欧州連合（EU）加盟を目指してきた。
2019年2月の北マケドニア共和国への国号変更で、NATOとEUの加盟国であるギリシャによる反対が解消したため、NATO加盟国とマケドニアは2019年2月6日、マケドニアを30番目のNATO加盟国とする議定書に署名し、2020年3月27日に正式に加盟した。一方で、EUへの加盟については国名変更後の2019年10月のEU首脳会議でフランスに加盟を拒まれたが、2020年3月には加盟交渉に入ることで合意している。
EU
2005年、マケドニアは「マケドニア旧ユーゴスラビア共和国」の名で、正式に欧州連合加盟候補国となった。ニコラ・グルエフスキ首相は2014年ごろの加盟を目指すとしていたが、2008年後半の欧州連合議長国となったフランスのニコラ・サルコジ大統領は、マケドニアの欧州連合への参加には国名問題の解決が前提となると繰り返し表明し、マケドニアの国民や政府関係者を失望させた。国名問題は2019年に解決したが、バルカン半島諸国がEUに加盟することで移民が西欧諸国に流入しやすくなり、移民反対を掲げる政党が増長しかねないと懸念するフランスやオランダ、デンマークなどはその後も加盟交渉入りに反対し続けた。2020年2月には加盟候補国の改革が遅れれば交渉を止められるといった加盟手続きの改革案を欧州委員会が提示し、フランスなどが評価。3月24日に加盟交渉入りすることが決定した。
NATO
2008年、NATOはアルバニアおよびクロアチアの加盟を認める一方、マケドニアの加盟はギリシャの拒否権行使によって否定された。マケドニアはクロアチア、アルバニアと同時のNATO加盟が勧告されており、マケドニアに対する加盟拒否は国内で激しい怒りを生んだ。アメリカは「マケドニア共和国」の呼称を認めており、この時のアメリカのジョージ・W・ブッシュ大統領はアフガニスタンやイラクにも軍を派兵している同盟国マケドニアのNATO加盟を強く支持している。
一方、ロシアはバルカン半島でのNATO加盟国増加を妨害するため、マケドニア国内に対して、ギリシャとの和解および米国やNATO、EUに対する反感を高める政治・世論工作を展開していると報道されている（ロシアは否定）。
2020年3月27日、30番目の加盟国としてNATOに加盟した。

### 対日関係
駐日北マケドニア大使館
- 住所: 東京都品川区東五反田五丁目16-17
- アクセス: JR山手線五反田駅東口、もしくは都営浅草線A4

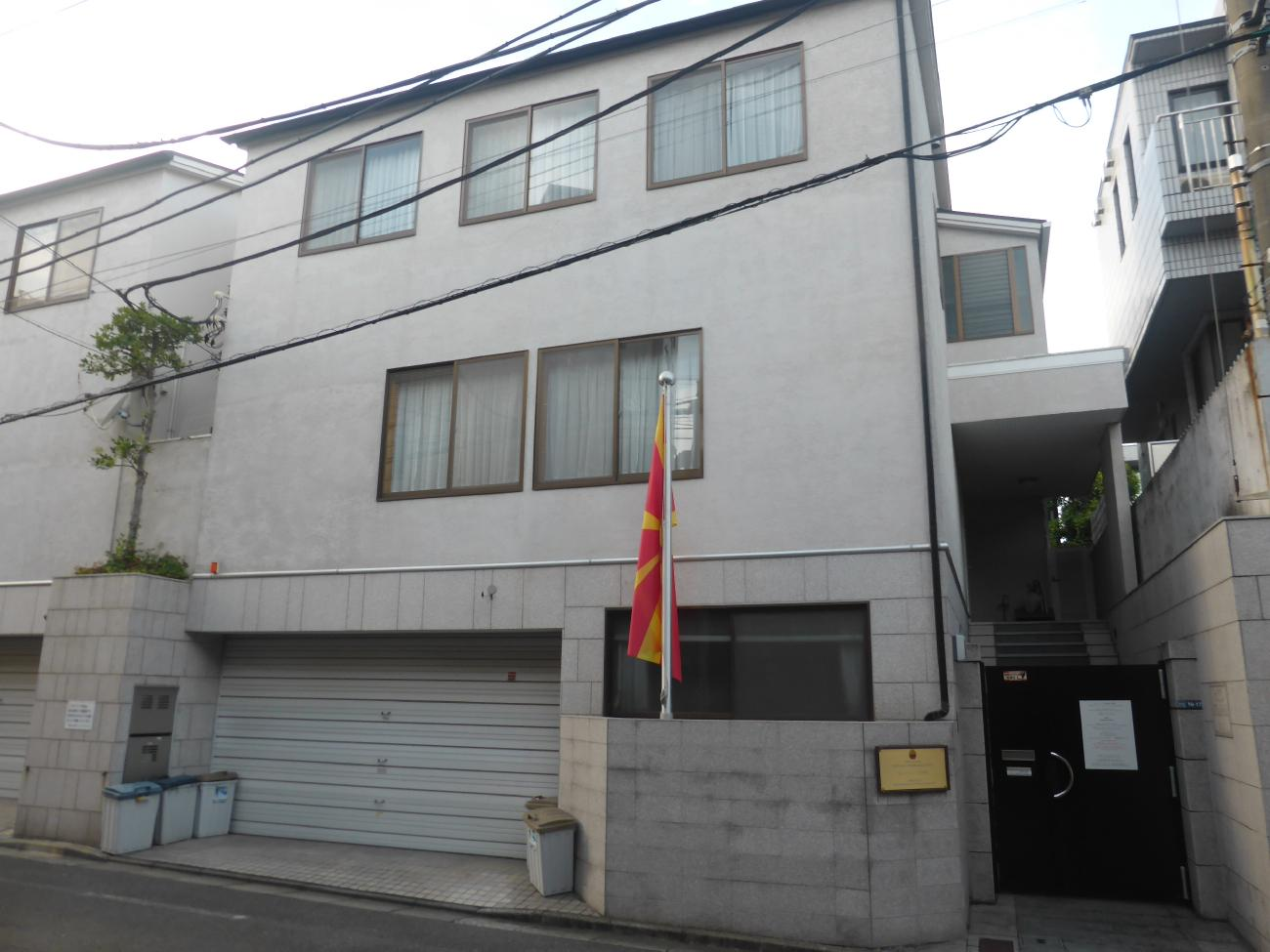
北マケドニア大使館全景
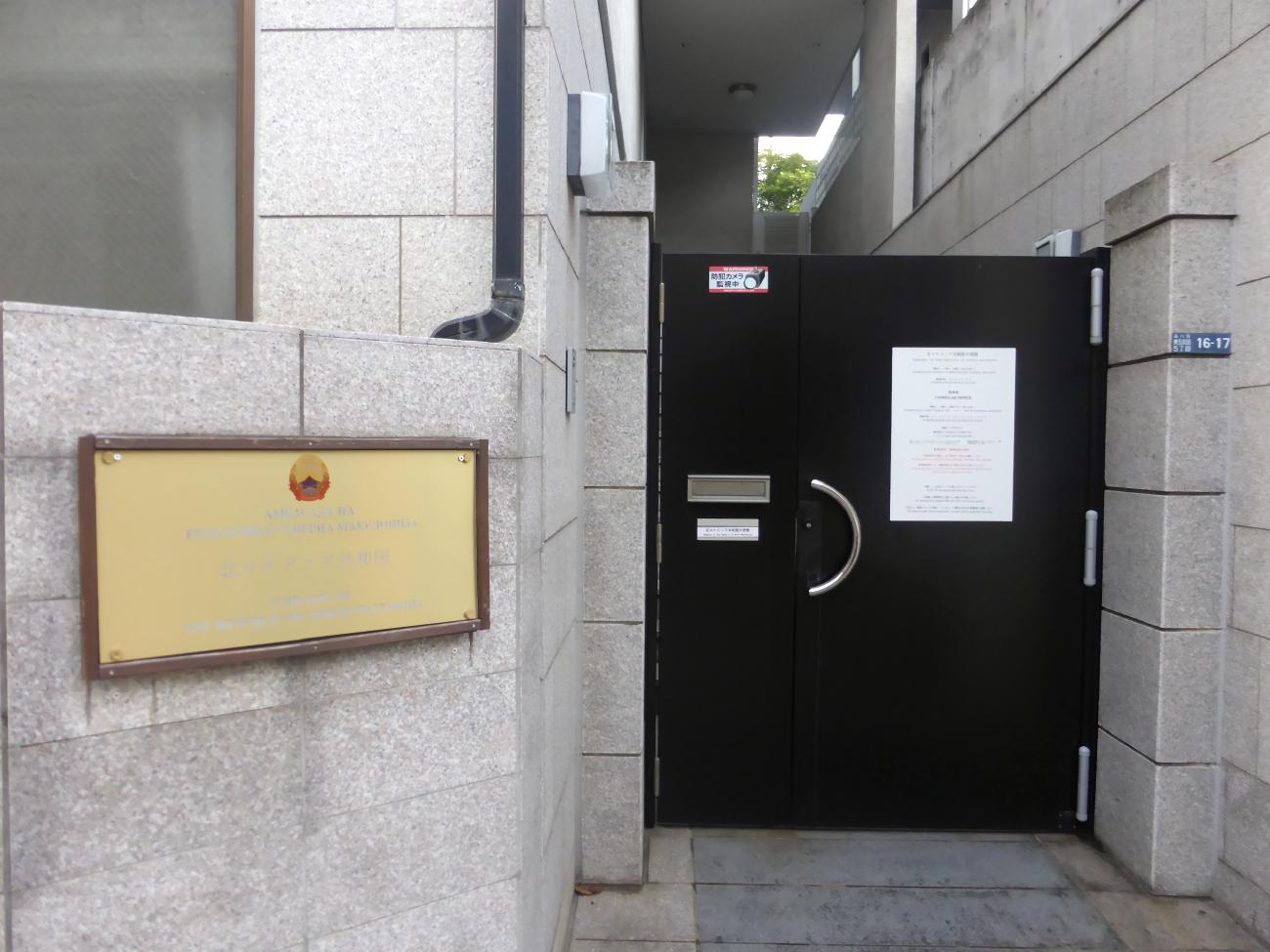
北マケドニア大使館正門
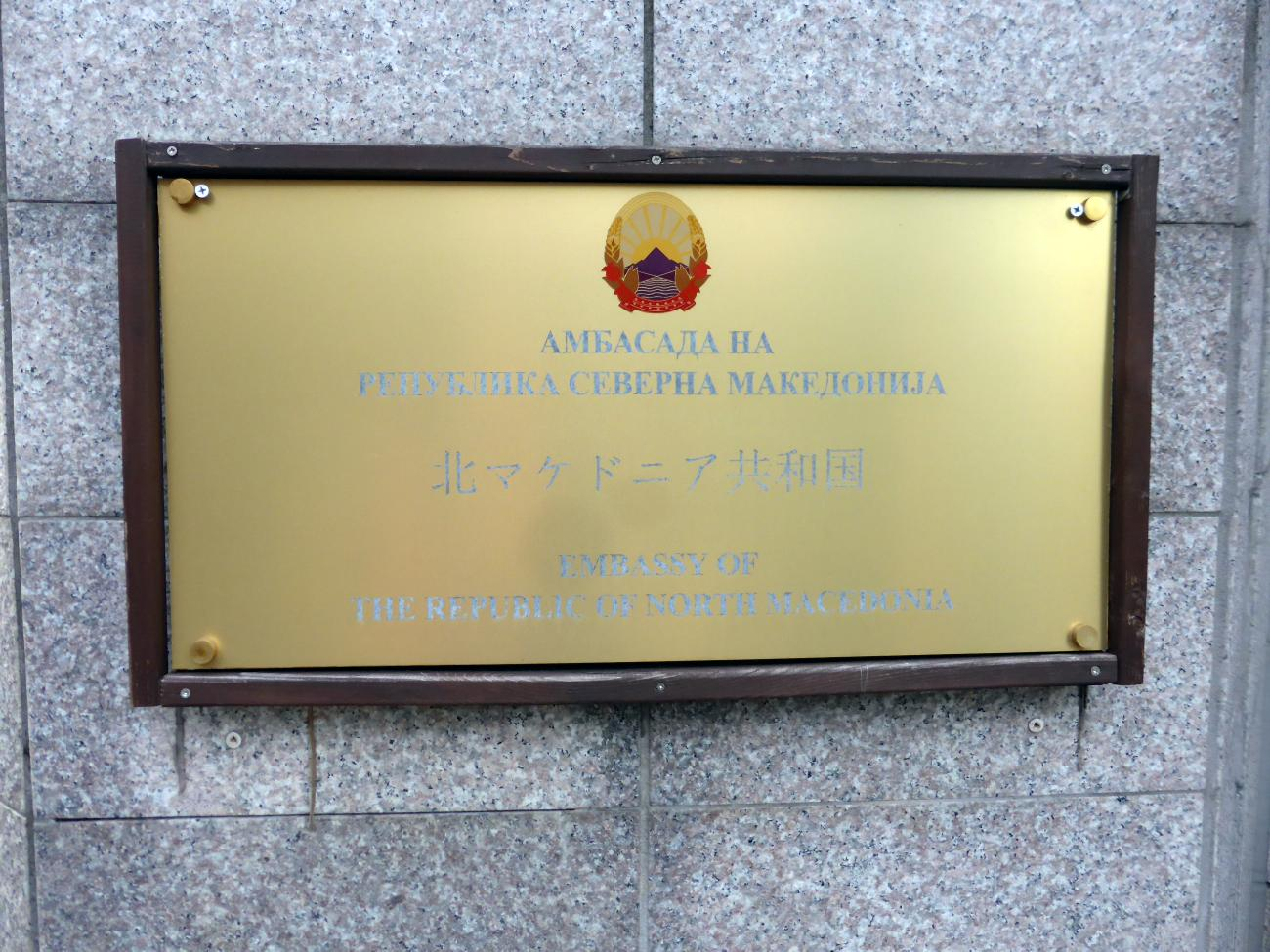
北マケドニア大使館表札

## 地理

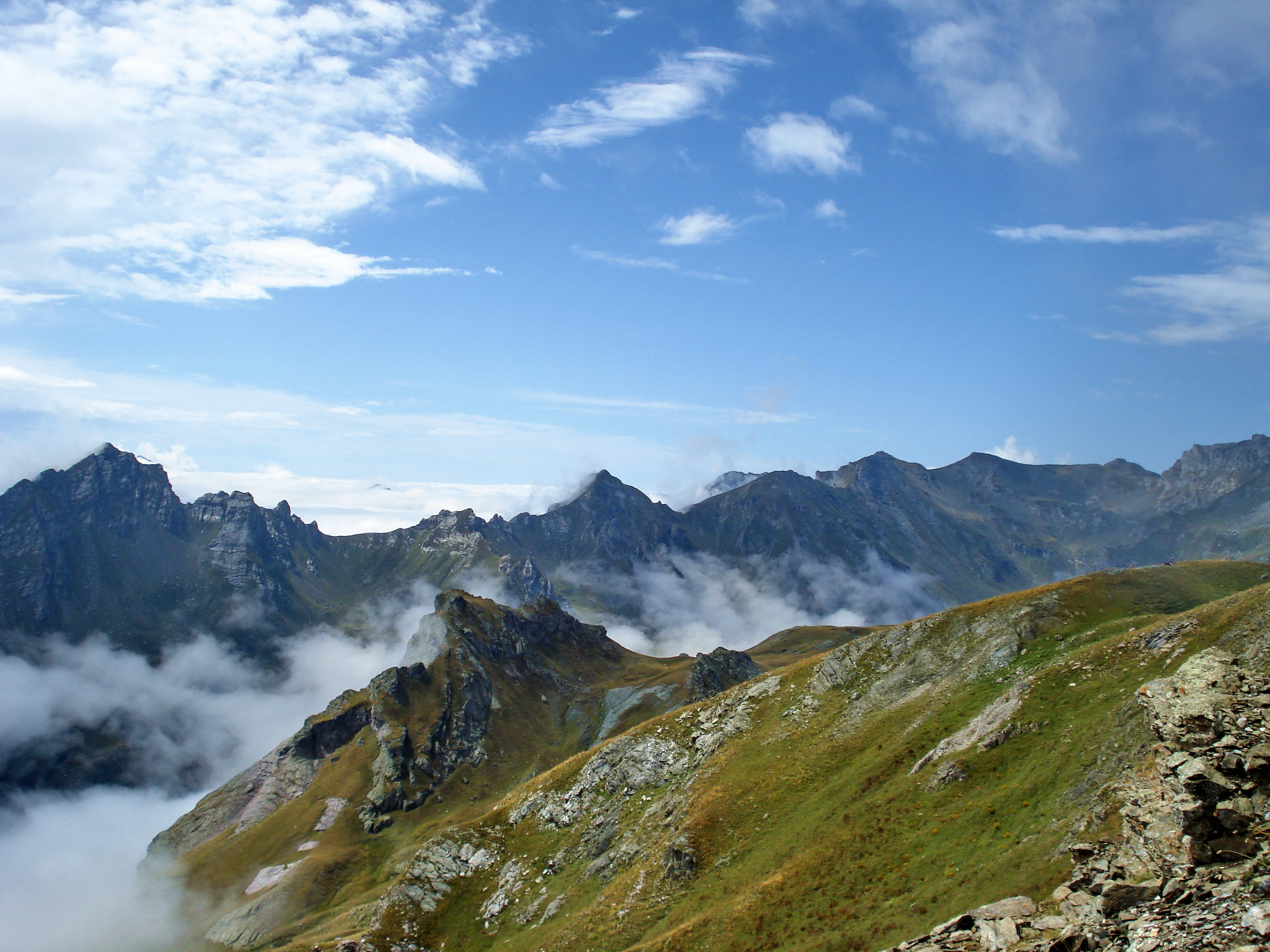
コラプ山

北マケドニアは欧州の南東、バルカン半島の中央に位置し、欧州とアジア、北アフリカの中継地点でもある。また、国土の大部分が山地の内陸国でもある。北にコソボおよびセルビア、東にブルガリア、南にギリシャ、西にアルバニアと国境を接し、いずれも高い山脈が連なる高山地帯である。最高地点はアルバニア国境のコラプ山（標高2764m）。国土の中央には北西から南東にヴァルダル川が流れ、ギリシャ領へと続いている。ヴァルダル川の周りには急峻な渓谷が刻まれ、この渓谷には北からの冷たい風が流れ込み、ギリシャ領へと吹き付ける。この強い北風はヴァルダリスと呼ばれている。南西部のアルバニアおよびギリシャとの国境地帯にはオフリド湖とプレスパ湖という2つの湖がある。北西部からコソボ南部一帯にはシャール山脈があり、この山脈の山々はバルカン半島で最も高い山に数えられ、標高2,500m (8,202ft) を超える山が30座も存在している。 
北マケドニアは、地中海性気候と高山性気候の中間にある。ヴァルダル川の渓谷部は標高が低く、地中海性気候に近い。ここでは夏季には最高気温が40度に達することもある。一方で高山地帯は冷涼である。
現在、北マケドニアにはガリチツァ国立公園、マブロヴォ国立公園、ペリスター国立公園およびシャール山脈国立公園の4つの国立公園が存在している。

### 生態系

#### 植物相

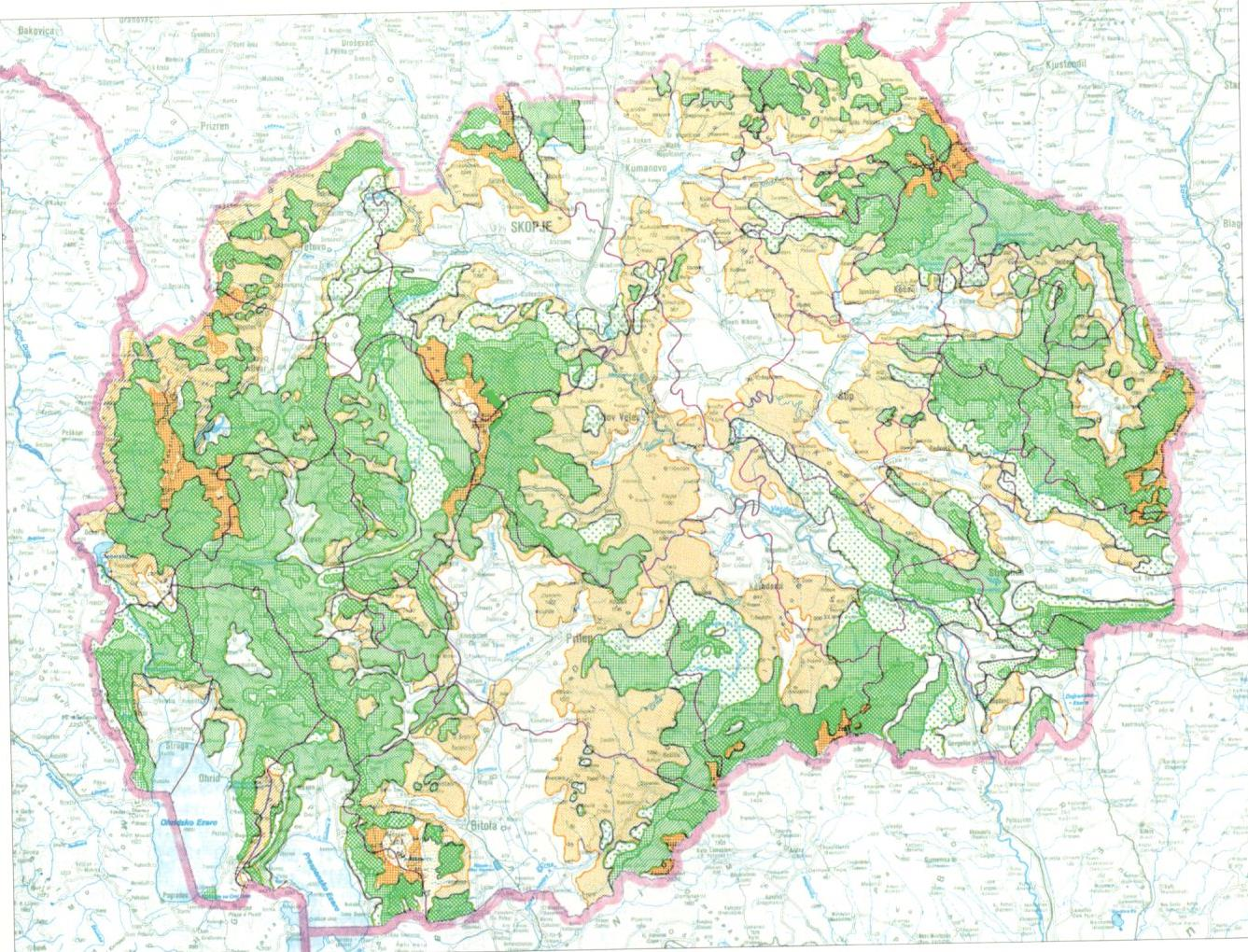
北マケドニアの植生地図
緑色の部分は森林であり、国の大部分を覆っていることが覗える

北マケドニア共和国の植物は約210科存在しており、920属に上る。同国の植物相は約3,700種の植物で構成されている。

## 地方行政区分
北マケドニアには、州や県に相当するような中間の地方自治体は設置されていない。北マケドニアはオプシュティナ（општина）と呼ばれる基礎自治体に分割され、その数は2013年以降、80自治体となっている。首都のスコピエは単独の自治体ではなく、10の独立したオプシュティナによって構成されている。これとは別に8つの地方（регион）が存在するが、こちらには行政権がなく統計上の使用にとどまっている。

### 主要都市
北マケドニアの主要都市
| スコピエ ビトラ ヴェレス シュティプ ストルミツァ テトヴォ クマノヴォ プリレプ ゴスティヴァル オフリド ストルガ コチャニ ラドヴィシュ コソボ セルビア ブルガリア ギリシャ ア ル バ ニ ア |

| 北マケドニアの主な都市と自治体 | 北マケドニアの主な都市と自治体 | 北マケドニアの主な都市と自治体 | 北マケドニアの主な都市と自治体 | 北マケドニアの主な都市と自治体 |
| 都市                           | 都市 人口                      | 市章                           | 自治体 人口                    |                                |
| ------------------------------ | ------------------------------ | ------------------------------ | ------------------------------ | ------------------------------ |
| スコピエ                       | 444,000                        |                                | 506,926                        |                                |
| ビトラ                         | 80,000                         |                                | 95,385                         |                                |
| クマノヴォ                     | 71,000                         |                                | 105,484                        |                                |
| プリレプ                       | 68,000                         |                                | 76,768                         |                                |
| テトヴォ                       | 60,000                         |                                | 86,580                         |                                |
| オフリド                       | 51,000                         |                                | 55,749                         |                                |
| ヴェレス                       | 48,000                         |                                | 55,108                         |                                |
| ゴスティヴァル                 | 46,000                         |                                | 81,042                         |                                |
| シュティプ                     | 42,000                         |                                | 47,796                         |                                |
| ストルミツァ                   | 40,000                         |                                | 54,676                         |                                |
| コチャニ                       | 27,000                         |                                | 38,092                         |                                |
| ラドヴィシュ                   | 16,223                         |                                | 28,244                         |                                |

## 経済

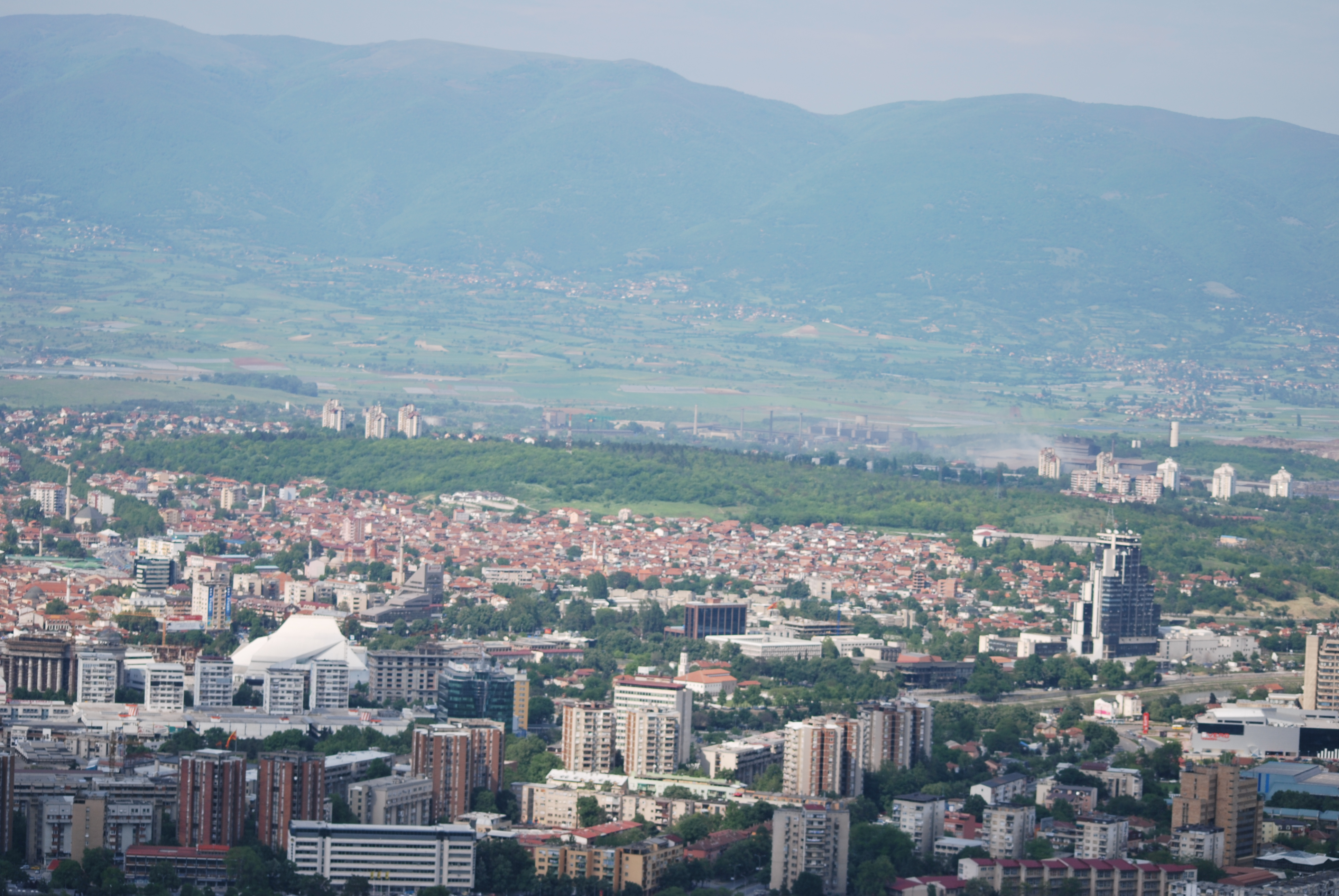
首都スコピエ

北マケドニアは、ユーゴスラビア時代は低開発地域として、連邦から受け取る開発資金の恩恵を受けていた。ユーゴスラビアが解体されると、連邦からの援助が得られなくなったことに加えて、ユーゴスラビアという市場を失ったことや体制の転換をめぐる混乱によって、経済は大きく落ち込んだ。北に隣接するセルビアは紛争当事国となって国際的な制裁下に置かれた。西の隣国アルバニアは冷戦期に独自の鎖国政策を採ったことからヨーロッパの最貧国となっており、また独立時は社会主義・冷戦体制崩壊によって東のブルガリアも経済的な混乱の最中にあった。海を持たないマケドニアの南の隣国であるギリシャは、呼称問題を理由にマケドニアに対して経済制裁を行い、国内経済は壊滅的な影響を受けた。マケドニアの国内総生産（GDP）は1996年までマイナス成長となった。2003年ごろからは周辺諸国の経済混乱も一段落し、また一連のユーゴスラビア紛争が終結、ギリシャとの関係改善の努力も進められた結果、マケドニア経済は毎年平均して4%程度の成長を続けた。しかし、政治的不安によって2017年の成長率は0%と落ち込んでいる。2003年には世界貿易機関（WTO）への加盟も果たした。また、北マケドニアはオフリド湖などの観光資源に恵まれており、観光開発にも力を入れている。
2007年の推計では、雇用者の19.6%は農業を中心とした第一次産業、30.4%は第二次産業、50%は第三次産業に従事している。対GDP比では、第一次産業は11.9%、第二次産業は28.2%、第三次産業は59.9%となっており、第三次産業が大きな比率を占めている。2007年の失業率は34.9%となっているが、これに含まれていない闇経済はGDPの20%ほどを占めていると考えられる。主要な輸出品目は食品、飲料（ワインなど）、繊維、鉄鋼、鉄などである。輸入品目は機械、自動車、化学製品、燃料、食品などである。主要な貿易相手国はドイツ、ブルガリア、セルビアである。
2016年アメリカ合衆国大統領選挙以降、マケドニアはインターネットにおけるフェイクニュースの一大作成・発信源として知られるようになった。きっかけはヴェレスで30歳代の兄弟が銀行に高級車で乗り付けて数千ドルを引き出し、「健康食品のサイトで稼いだ」という噂が広まって、追随する者が増えたためであるという。フェイクニュースの作成・流布が行われている背景には、ユーゴスラビア解体以来、経済低迷に苦しむマケドニア国民が「どうすれば稼げるかを考え続け」るようになり、モラルが崩壊したためと指摘されている。

## 交通
基本となる交通システムは道路は右側通行、免許証の取得可能年齢は18歳、レンタカーの利用可能年齢は24歳からとなっている。

## 民族と宗教
住民はマケドニア人が58%、アルバニア人が24.2%、トルコ人が3.8%、ロマ人が2.7%、セルビア人が1.8%、その他が2.3%である。世界銀行による推計では、人口に占めるロマ人の割合は約9%から約11%に達するとみられている。
| 民族構成（北マケドニア） | 民族構成（北マケドニア） | 民族構成（北マケドニア） | 民族構成（北マケドニア） | 民族構成（北マケドニア） |
| ------------------------ | ------------------------ | ------------------------ | ------------------------ | ------------------------ |
|                          |                          |                          |                          |                          |
| マケドニア人             | マケドニア人             |                          | 64%                      | 64%                      |
| アルバニア人             | アルバニア人             |                          | 25%                      | 25%                      |
| トルコ人                 | トルコ人                 |                          | 4%                       | 4%                       |
| その他                   | その他                   |                          | 7%                       | 7%                       |

マケドニア人は5世紀から7世紀ごろにこの地に移り住んだスラヴ人の子孫であり、スラヴ系のマケドニア語を話す。マケドニア語はブルガリア語と極めて類似しており、ブルガリア人からはマケドニア人・マケドニア語はブルガリア人・ブルガリア語の一部であるとみなされている。マケドニア人の多くは自らをブルガリア人とは異なる独自の言語を持った独自の民族であると考えている。

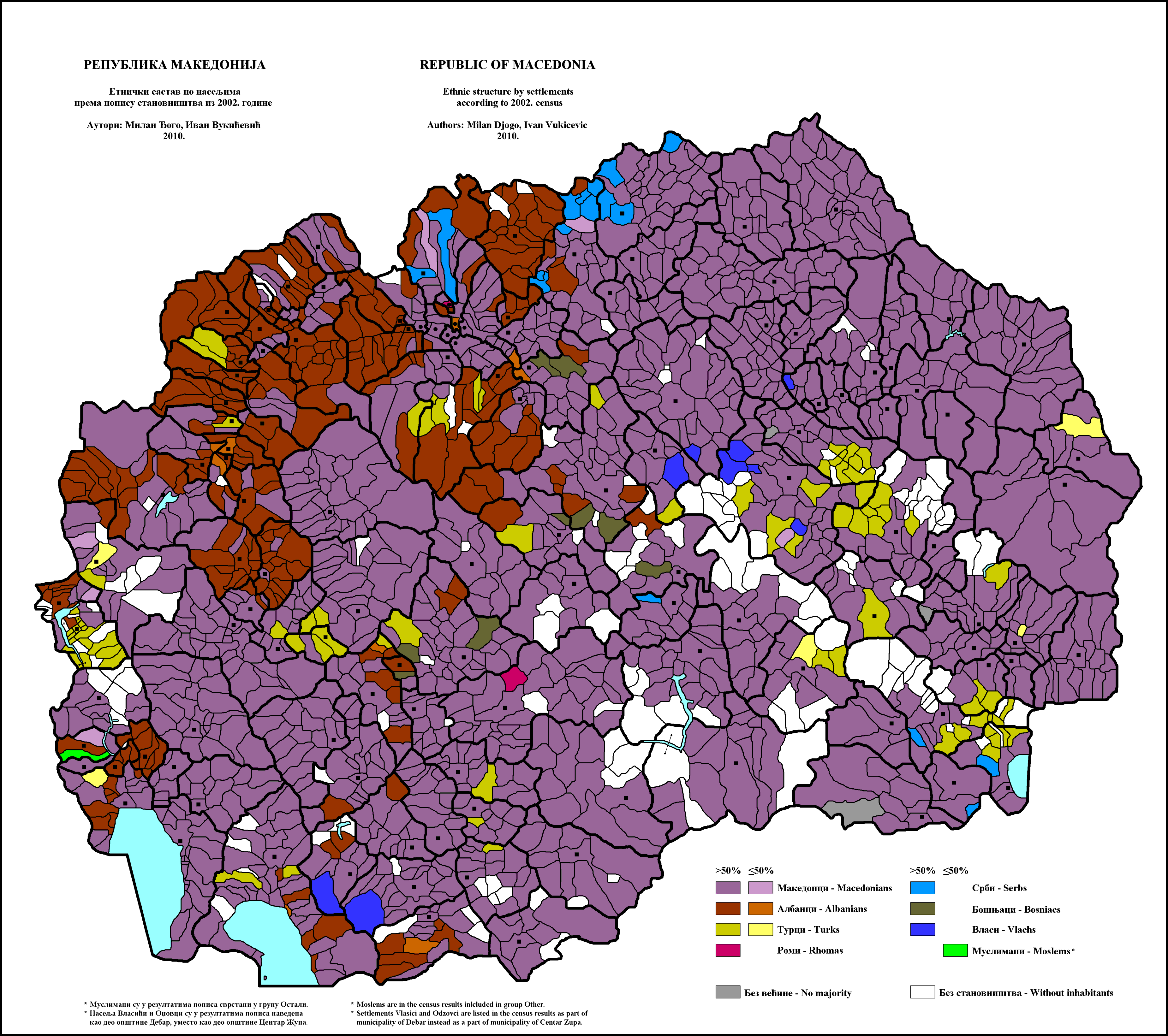
マケドニアの民族分布

アルバニア人は主にアルバニア語を話し、多くはイスラム教徒である。アルバニア語はインド・ヨーロッパ語族に属するものの、アルバニア語のみで一つの語派を形成しており、周囲の言語との類似性は低い。アルバニア語は古代のイリュリア語と関連があると考えられており、アルバニア人は自らを、古来よりこの地に住んでいたイリュリア人の末裔であると考えている。アルバニア人は一般に、マケドニア人と比べて出生率が高く、マケドニアにおけるアルバニア人の人口比率は増大を続けている。また、アルバニア人はアルバニアおよびコソボで人口の多数を占めており、彼らが大アルバニア主義の担い手となることが警戒されている。現代の北マケドニア共和国のアルバニア人の有力な政治家たちは、いずれも大アルバニア主義は明確に否定している。
トルコ人は14世紀にオスマン帝国がこの地に進出した後に移り住んできた人々の子孫である。彼らの多くはトルコ語を話すムスリムである。ただし、かつてのオスマン帝国では人々を宗教によって区別していたため、時代によっては、トルコ語を話さず、トルコ人の血を引いていない者もイスラム教徒であれば「トルコ人」とみなされることがある。近代以降でもこのようなイスラム教徒が自らの民族自認を「トルコ人」としていることもある。また、スラヴ語を話すイスラム教徒の一部は、自らを「トルベシュ」「ポマク」「ゴーラ人」「ムスリム人」あるいは「ボシュニャク人」と規定している。また、「イスラムの信仰を持つが、民族的にはマケドニア人」と考える者もいる。
ロマは9世紀ごろから、西アジア・南アジアよりバルカン半島に移り住んだ民族である。彼らは職人や大道芸人、演奏家などの職業を主体とする独特の移住型の生活を送っていた。ロマの多くは正教会かイスラムの信仰を持っているものの、独自の民間信仰も併せ持っていることが多い。スコピエのシュト・オリザリ地区はロマが人口の多数を占め、ロマ語が公用語に指定されている。
アルーマニア人は北マケドニア共和国やギリシャ領マケドニアに多く住む民族である。彼らの話すアルーマニア語はインド・ヨーロッパ語族のロマンス語派に属し、特にルーマニア語との類似性が高い。彼らには第二次世界大戦前までルーマニアの支援を受け、アルーマニア語の学校が運営されていた。彼らはルーマニア人と近縁の民族と考えられており、その起源はこの地方がローマ帝国の支配下にあった時にラテン化した人々であると考えられている。
住民が母語としている言語はマケドニア語（公用語）が68%、アルバニア語が25%、トルコ語が3%、セルビア・クロアチア語が2%、その他が2%である。マケドニア語は憲法により公用語とされている一方で、地方自治体（オプシュティナ）において話者人口が2割を超える言語は、マケドニア語とともにその自治体の公用語とされる。この規定により、自治体によってはアルバニア語、トルコ語、ロマ語、アルーマニア語、セルビア語がマケドニア語とともに公用語に指定されているほか、2019年以降アルバニア語も国家レベルの準公用語となっている。マケドニア語のほか、少数言語話者が母語で教育を受ける機会が保障されており、アルバニア語やトルコ語による教育も行われている。

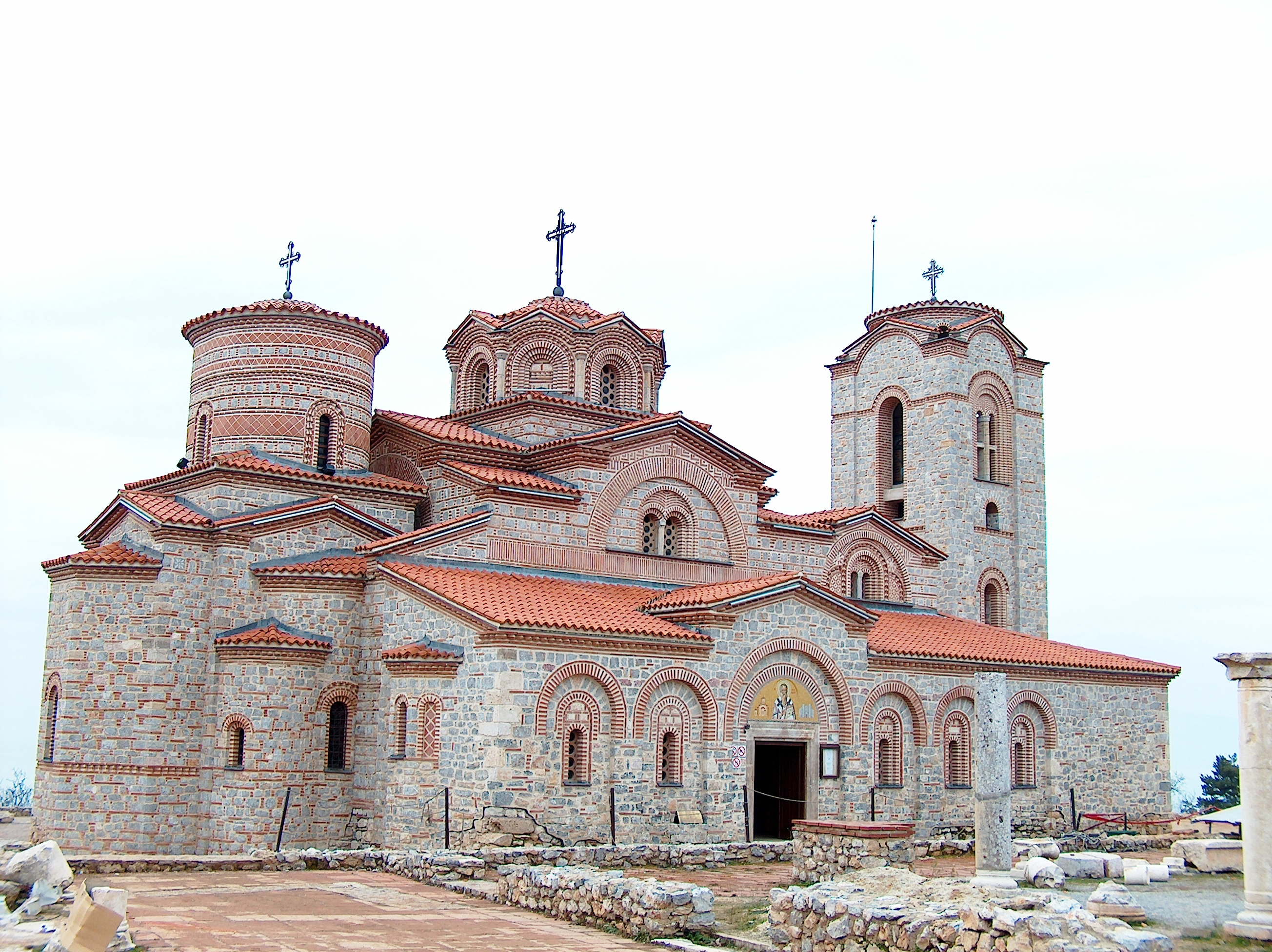
聖パンテレイモン修道院（オフリド）

宗教は正教会が70%、イスラム教が29%、その他が1%である。
マケドニアの領域がバルカン戦争以降セルビアの領土に組み込まれると、国や地域ごとに教会組織を置く原則となっている正教会の慣習に従い、この地域はセルビア正教会の管轄となった。第二次世界大戦以降、共産主義者によるユーゴスラビア連邦政府によって、マケドニアの脱セルビア化が進められ、共産主義者の政府の指導の下、1958年にマケドニア地域の正教会組織はマケドニア正教会として分離され、セルビア正教会の下位に属する自治教会となった。1967年、マケドニア正教会はセルビア正教会からの完全な独立を宣言した。マケドニアがユーゴスラビアから分離すると、両教会の対立が表面化し、セルビア正教会はマケドニア正教会の独立を認めず、自治教会の地位に復するよう求めている。マケドニア正教会はこれに反発してセルビア正教会との交流を絶ち、セルビア正教会を非難している。マケドニア側でセルビア正教会の自治教会に復することに同意した主教らはマケドニア正教会を去り、独自にセルビア正教会の自治教会として正統オフリド大主教区を組織し、マケドニア正教会と対立している。

### 婚姻
婚姻時、伝統的には女性は婚姻時に夫の姓の女性形に改姓するが、夫の姓に改姓することも、改姓しないことも（夫婦別姓）、複合姓を用いることもできる。

### 教育
義務教育は9年間となっている。北マケドニアは欧州連合（EU）に加盟していないが、加盟国の教育制度や関連システムの均質化を伴う目的でボローニャ・プロセスを順守する立場となっている。

## 治安
北マケドニアの治安は安定しているとは言いがたい状況となっている。社会が荒廃している影響もあり、スリ、引ったくり、窃盗などの一般犯罪が多発しており、特に子供による集団スリの被害が相次いでいることから注意や警戒が叫ばれている。
また、近年においてはテロリズムに絡む事件が相次いで起こっており、2014年には政府庁舎への襲撃事件、2015年にはクマノヴォにおいて武装テロ集団との衝突事件が発生している点から、公的機関におけるテロ対策は正常に機能していない面が目立ちがちで、その危険性も大変深刻なレベルの事態に陥っている。

### 法執行機関
内務省と国家警察が主体となっている。

## マスコミ
テレビ放送や新聞ならび雑誌は国営企業と営利企業の両方によって運営されている。同国の憲法においては報道の自由と表現の自由を保証するものとなっているが、それに反して北マケドニアのほとんどのジャーナリストは社会的地位や経済的地位がかなり低く、その影響から彼らの労働と社会的権利は限られたものとなっている。

## 文化

### 世界遺産
北マケドニア単独での世界遺産条約承継は1997年であり、世界遺産センターでの当初の国名表記は、マケドニア旧ユーゴスラビア共和国であった。

### 建築

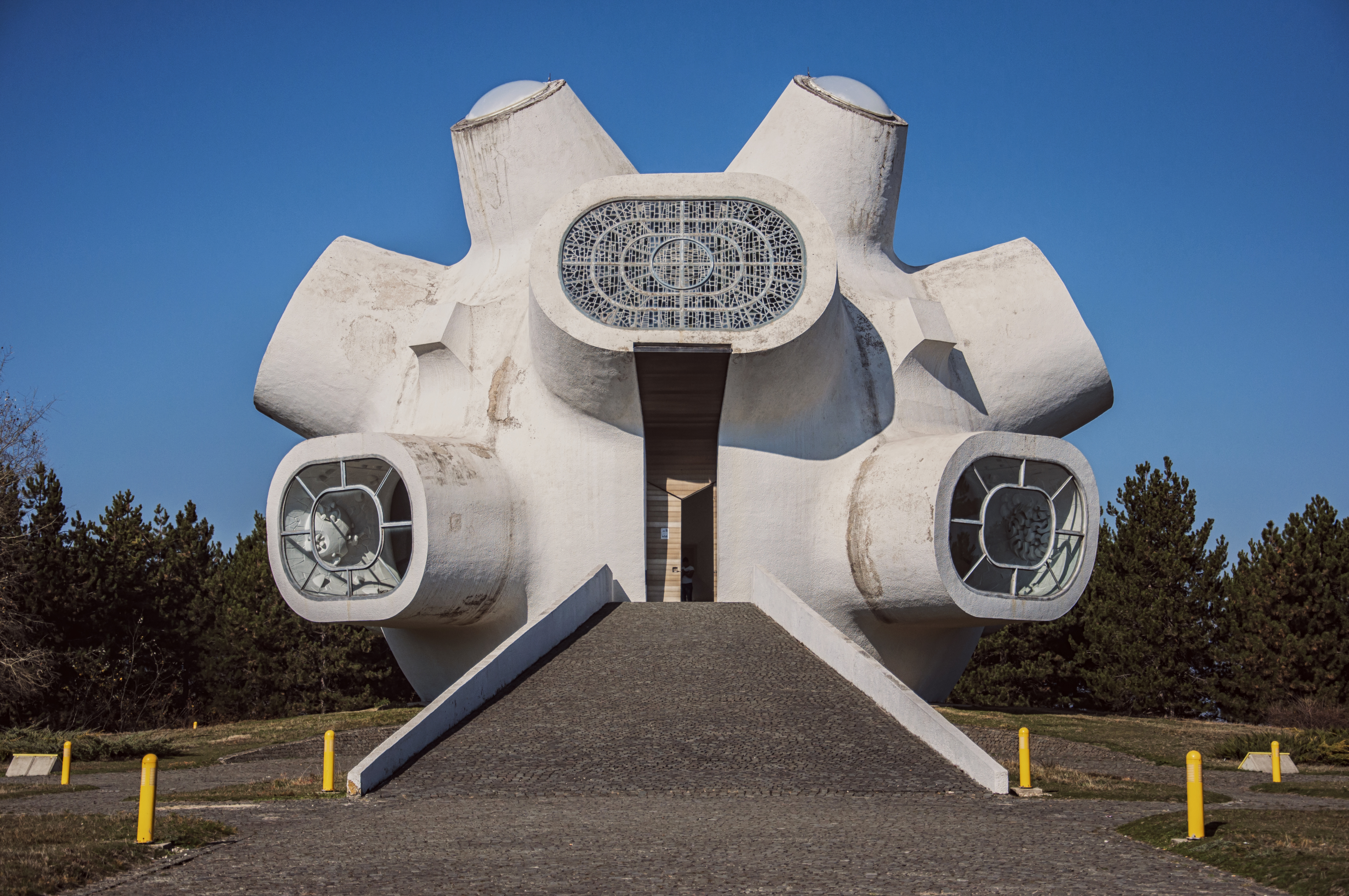
クルシェヴォにある「イリンデン」。
イリンデン蜂起に対する記念碑として設けられたもので、ユーゴスラビア時代の同国を代表する建築物として知られている。

北マケドニアは建築文化の歴史が長い国の一つに数え上げられている。北マケドニアにおける最古の建築は新石器時代に遡り、巨石文化に関連した構造物で構成されているものが主体となっている。また、近代においては「イリンデン」などのスポメニックに代表されるユーゴスラビア時代のモダニズム建築やブルータリズムに基づいた建築物が多く遺されている一面を持ち合わせる。特に1963年のスコピエ地震以降のスコピエでは復興計画時に建設された数多くのブルータリズム建築が見られる。

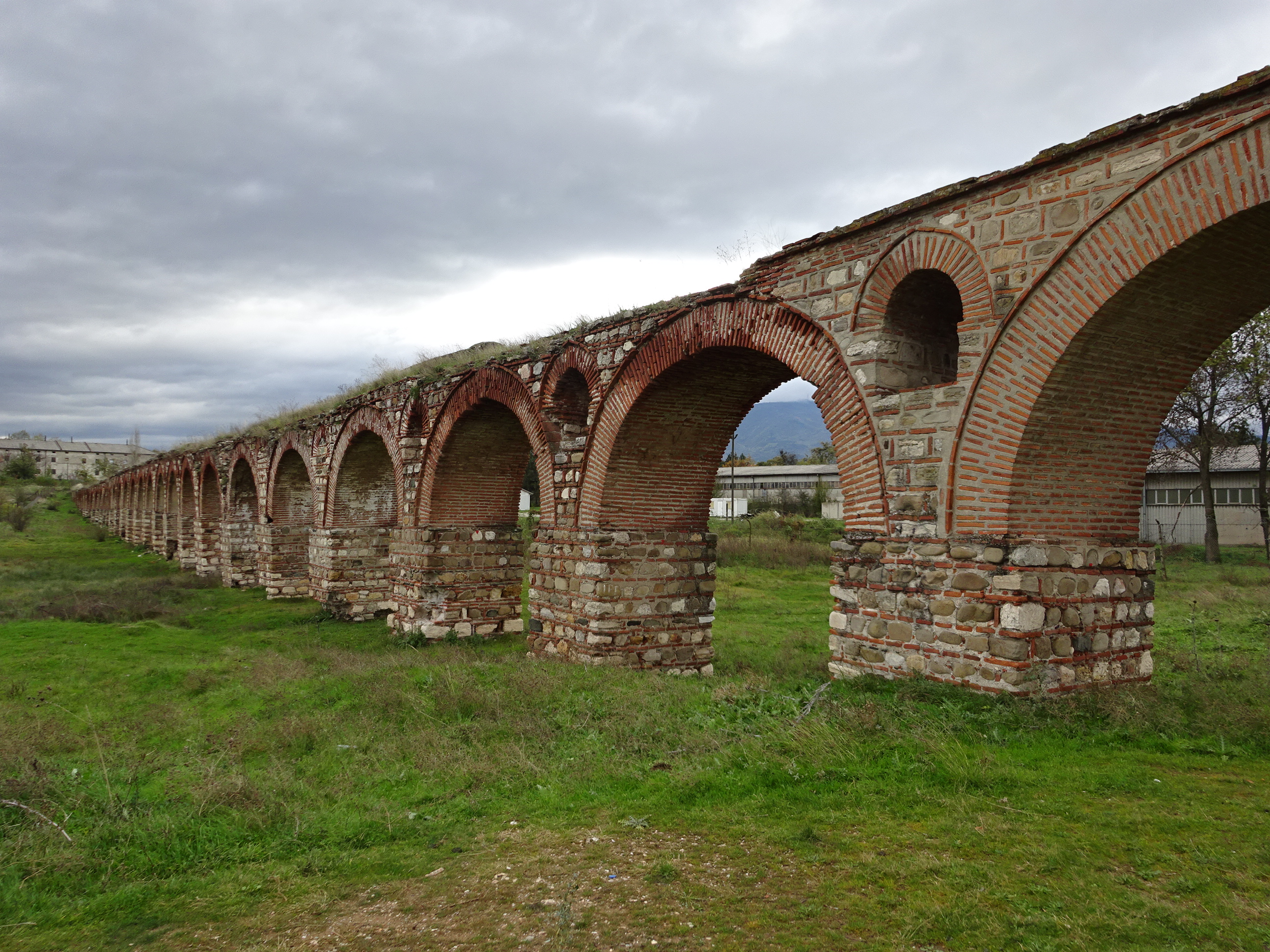
スコピエ水道橋
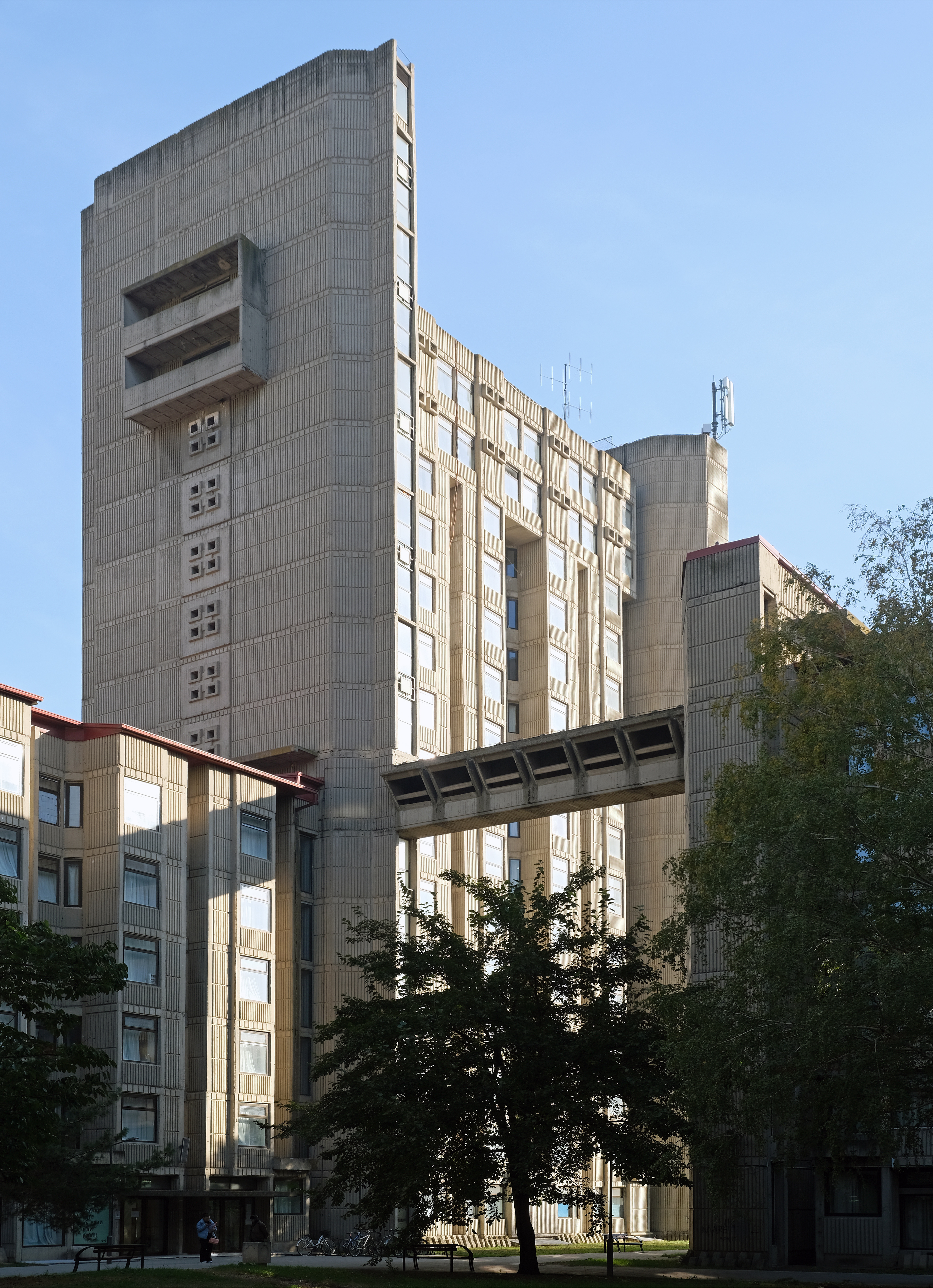
スコピエの聖キリル・メトディウス大学の学生寮
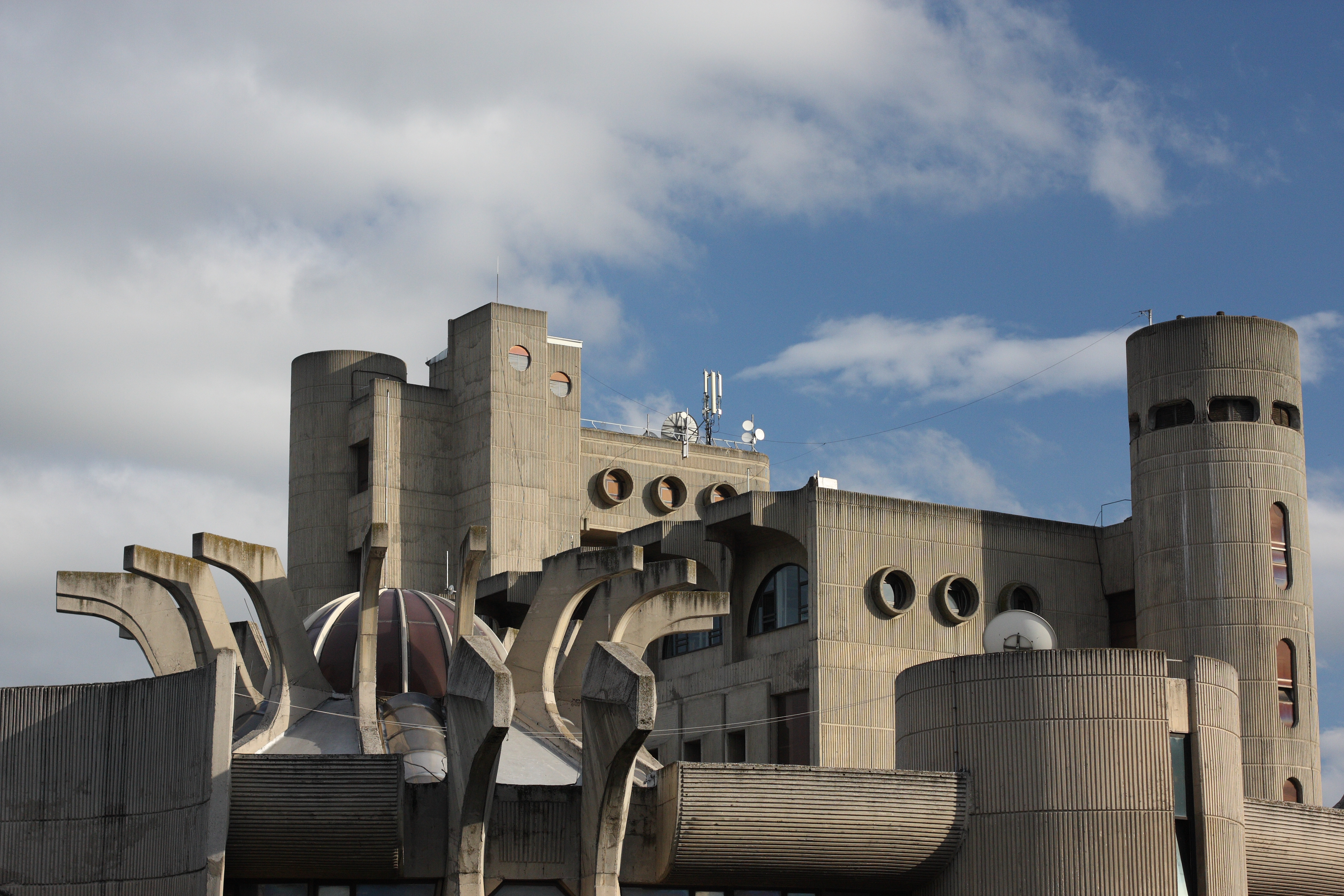
スコピエ中央郵便局
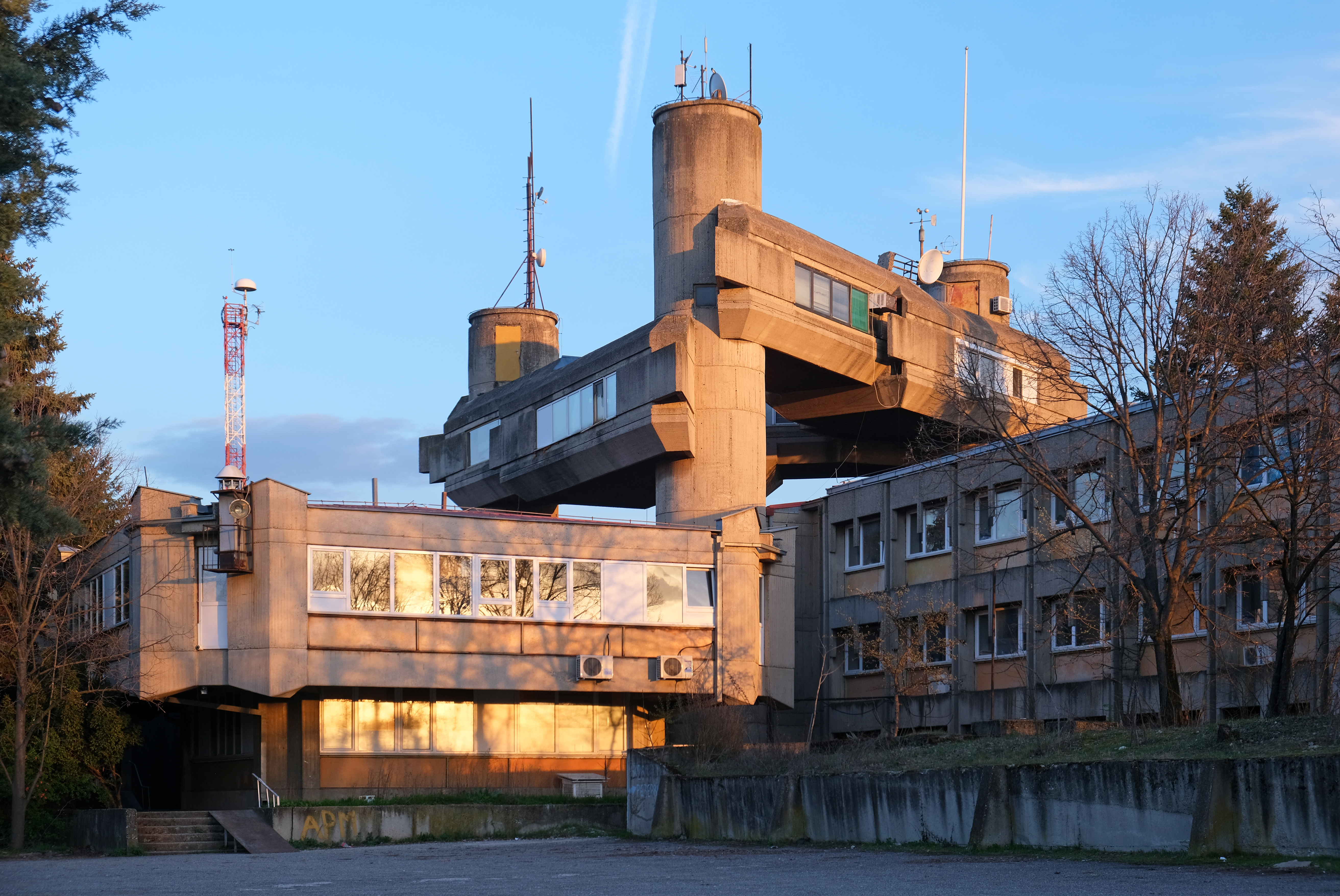
スコピエの水門気象学研究所
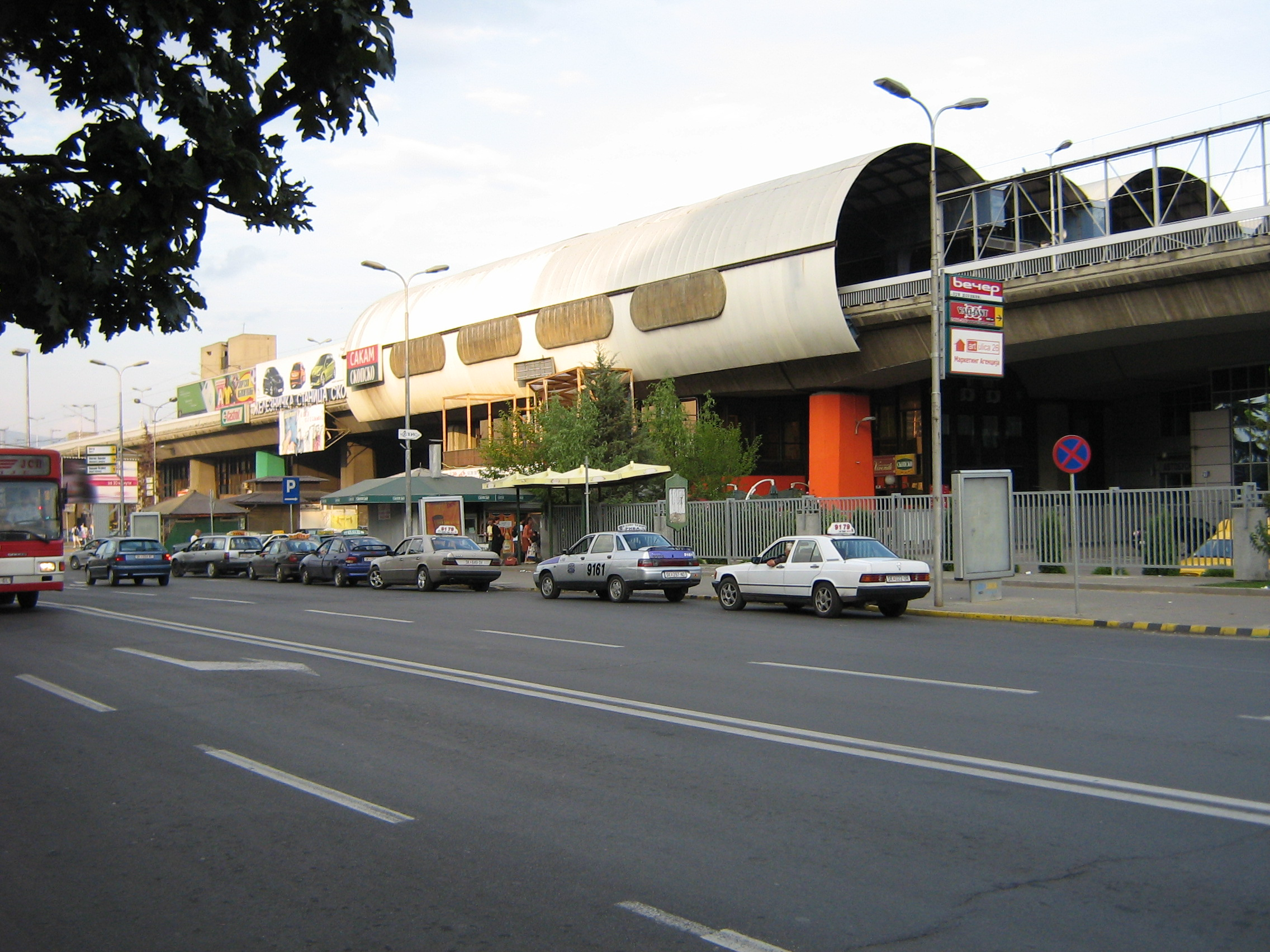
スコピエ中央駅（丹下健三氏設計）

### 祝祭日
| 日付       | 日本語表記     | 現地語表記 | 備考                                   |
| ---------- | -------------- | ---------- | -------------------------------------- |
| 1月1日     | 元日           |            |                                        |
| 1月6日     | クリスマスイブ |            | マケドニア正教（ユリウス暦による）     |
| 1月7日     | クリスマス     |            | マケドニア正教（ユリウス暦による）     |
| 移動祝祭日 | 犠牲祭         |            | イスラム教徒のみ                       |
| 3月8日     | 女性の日       |            |                                        |
| 移動祝祭日 | 聖大金曜日     |            | マケドニア正教（復活祭の直前の金曜日） |
| 移動祝祭日 | 復活祭         |            | マケドニア正教                         |
| 移動祝祭日 | 光明月曜日     |            | マケドニア正教（復活祭の翌日）         |
| 5月1日     | メーデー       |            |                                        |
| 8月2日     | 革命記念日     |            |                                        |
| 9月8日     | 独立記念日     |            |                                        |
| 10月11日   | パルチザンの日 |            |                                        |
| 移動祝祭日 | ラマダン       |            | イスラム教徒のみ                       |

### スポーツ
サッカー
北マケドニアでも他のヨーロッパ諸国同様に、サッカーが圧倒的に人気のスポーツとなっており、1992年にプロサッカーリーグのプルヴァ・リーガが創設された。リーグ優勝クラブは、UEFAチャンピオンズリーグの予選に参加できる。マケドニアサッカー連盟（FFM）によって構成されるサッカー北マケドニア代表は、これまでFIFAワールドカップには未出場である。しかし、UEFA欧州選手権には2021年大会で悲願の初出場を果たした。
代表チームのエースであり主将でもあったゴラン・パンデフは国の英雄として絶大な人気を誇り、インテル・ミラノ時代には2009-10シーズンにトレブルを達成したチームの主力であった。パンデフの他にも、フリーキックの名手として名高いエニス・バルディも同国代表である。